# Landnutzung in den Tropen

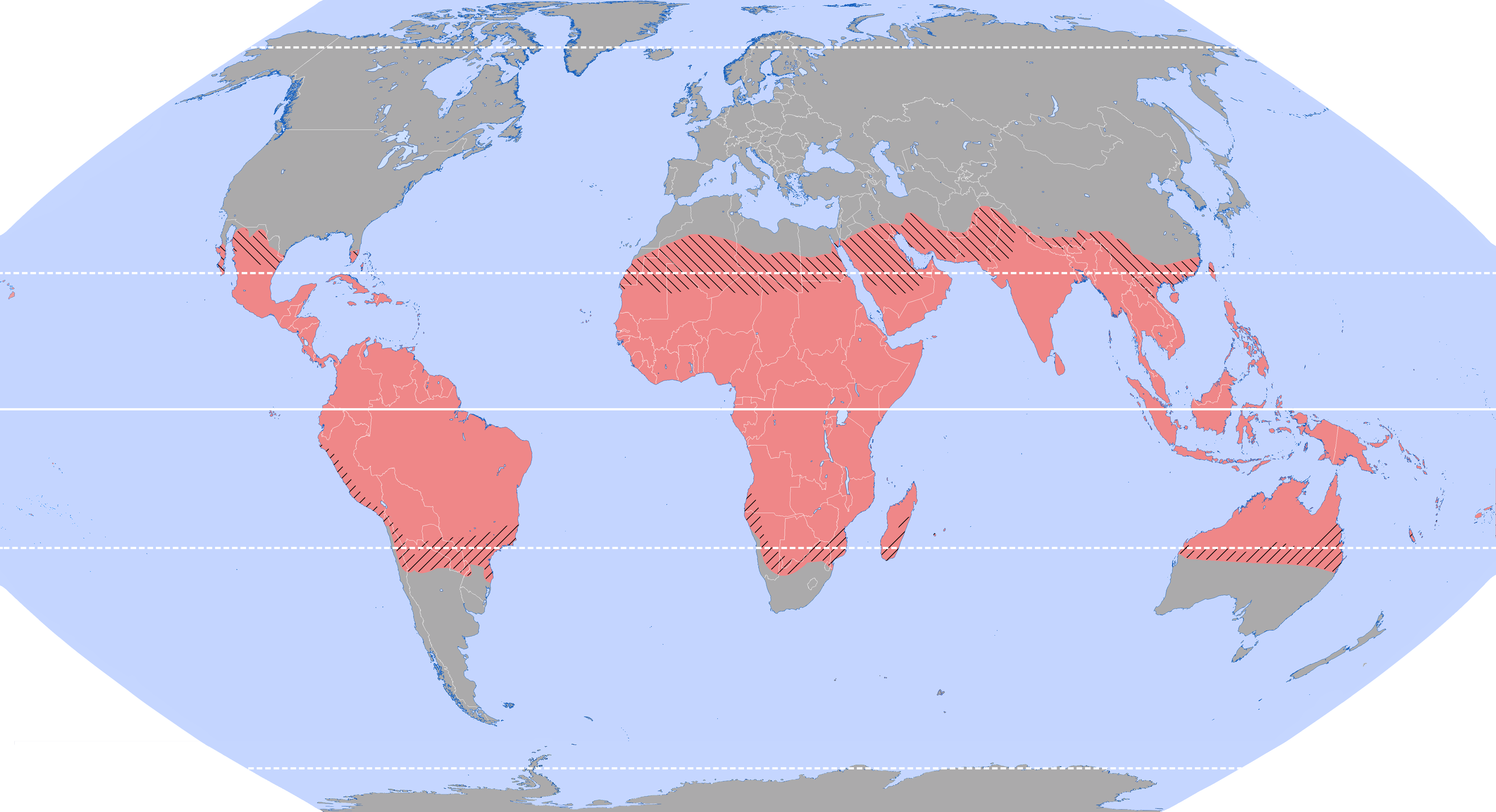
Tropische Klimazone der Erde

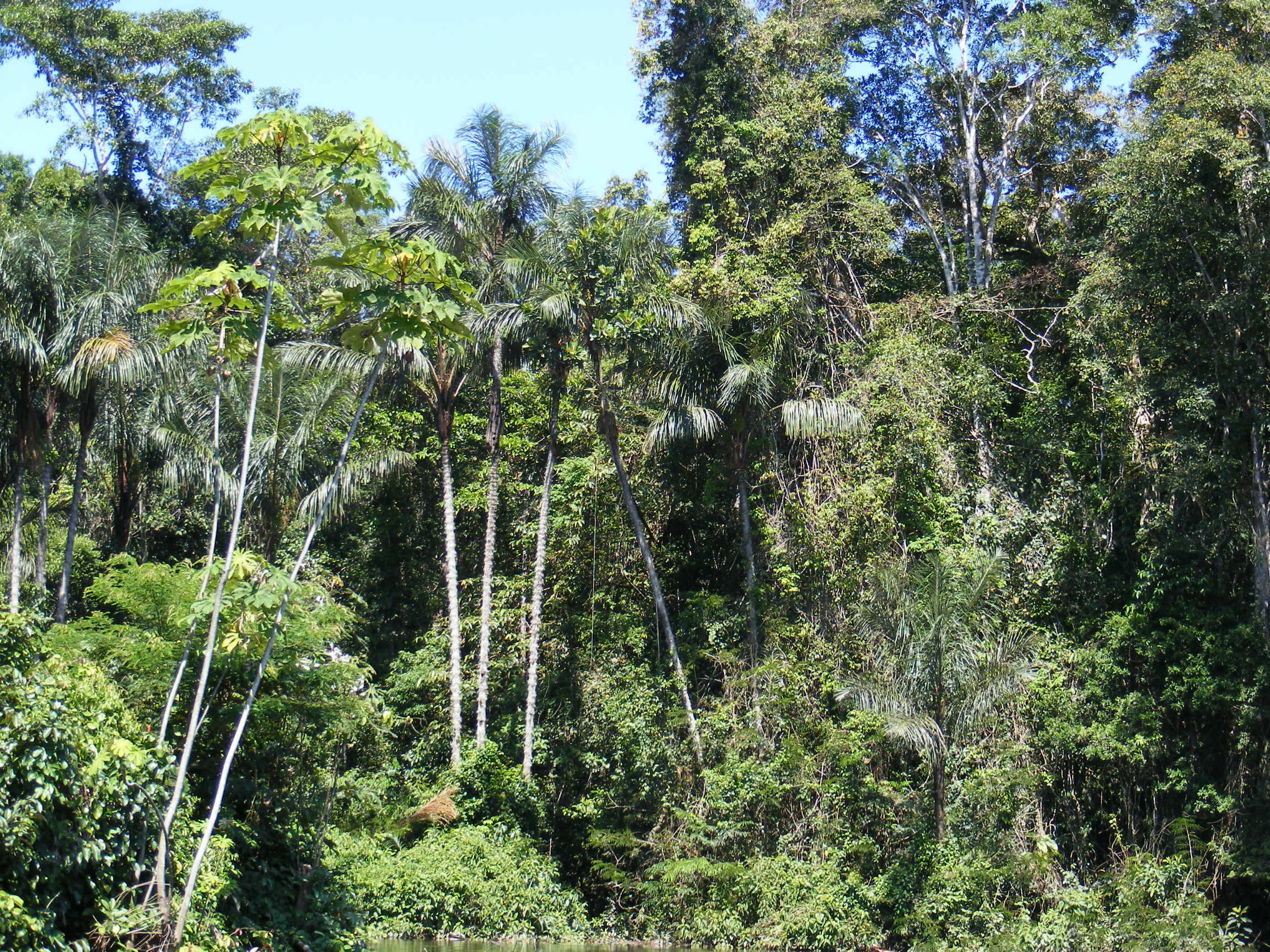
Tropischer Regenwald in Amazonien

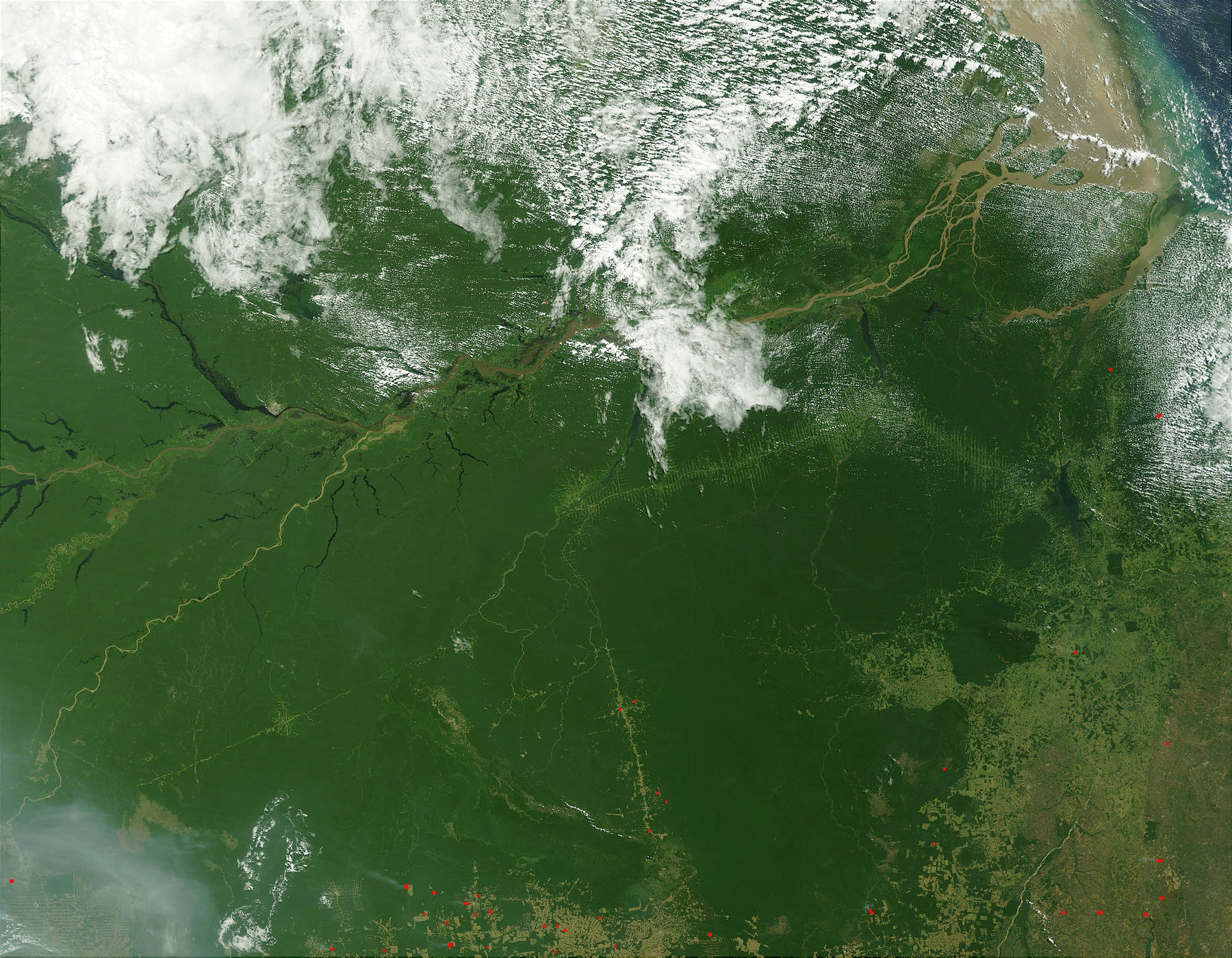
Satellitenaufnahme Amazonien

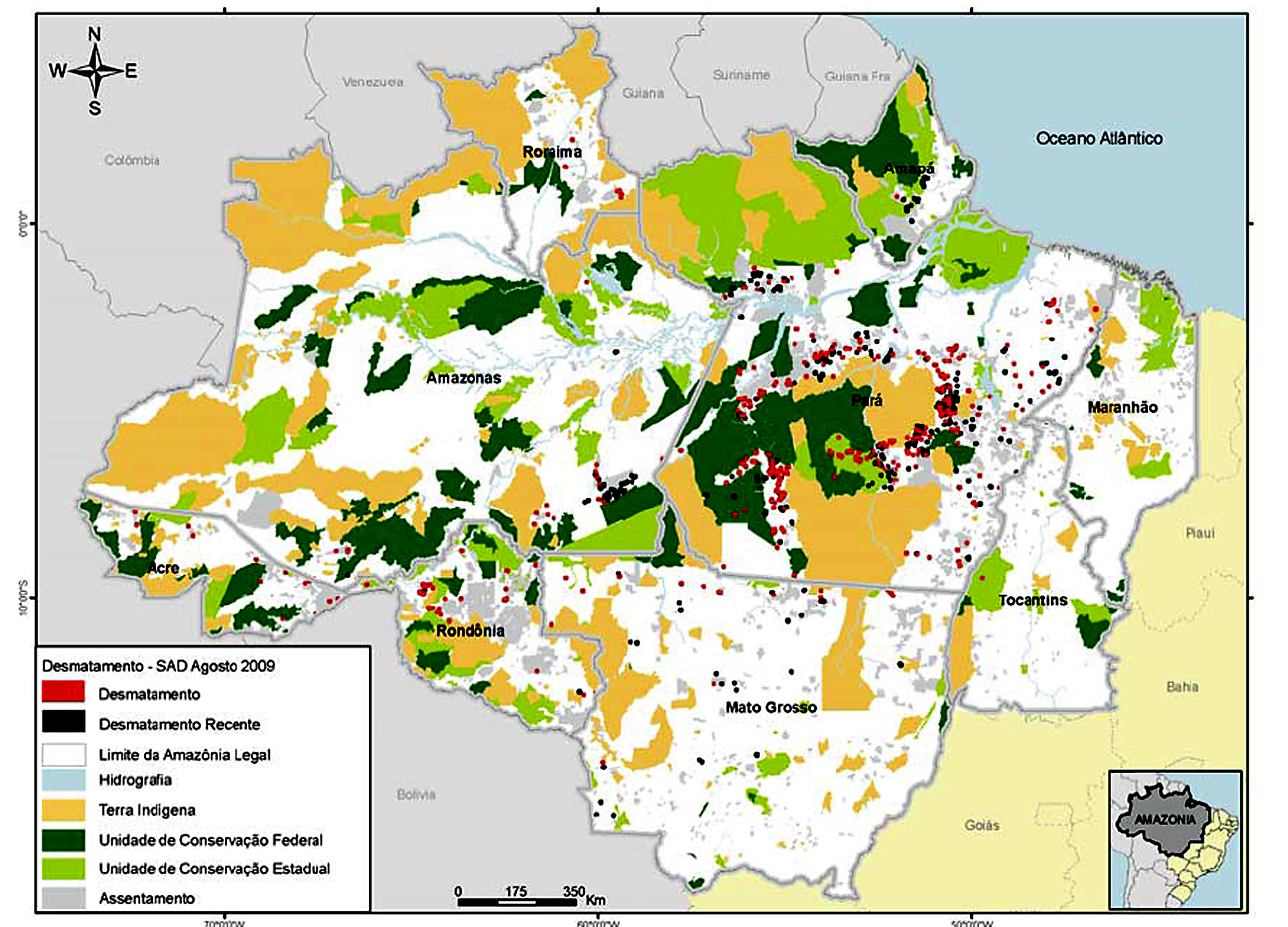
Entwaldung Amazoniens 2009

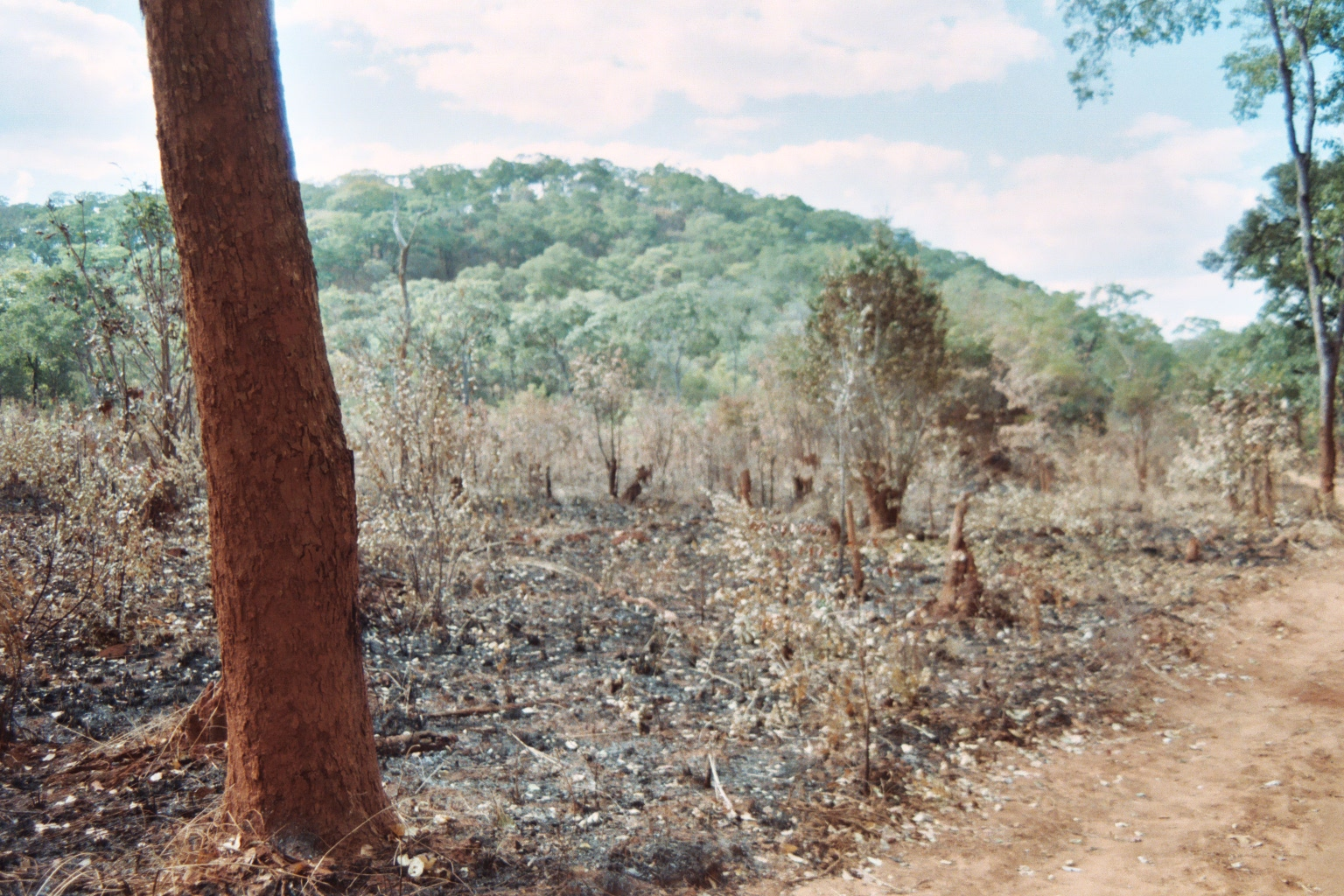
Brandrodung in Sambia

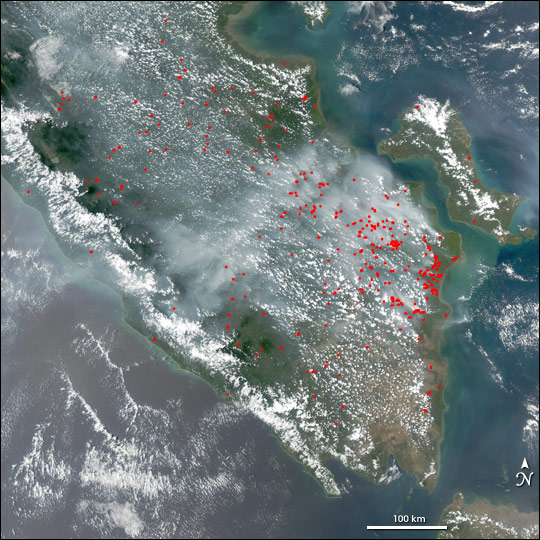
Satellitenaufnahme von Brandrodungszellen in Sumatra

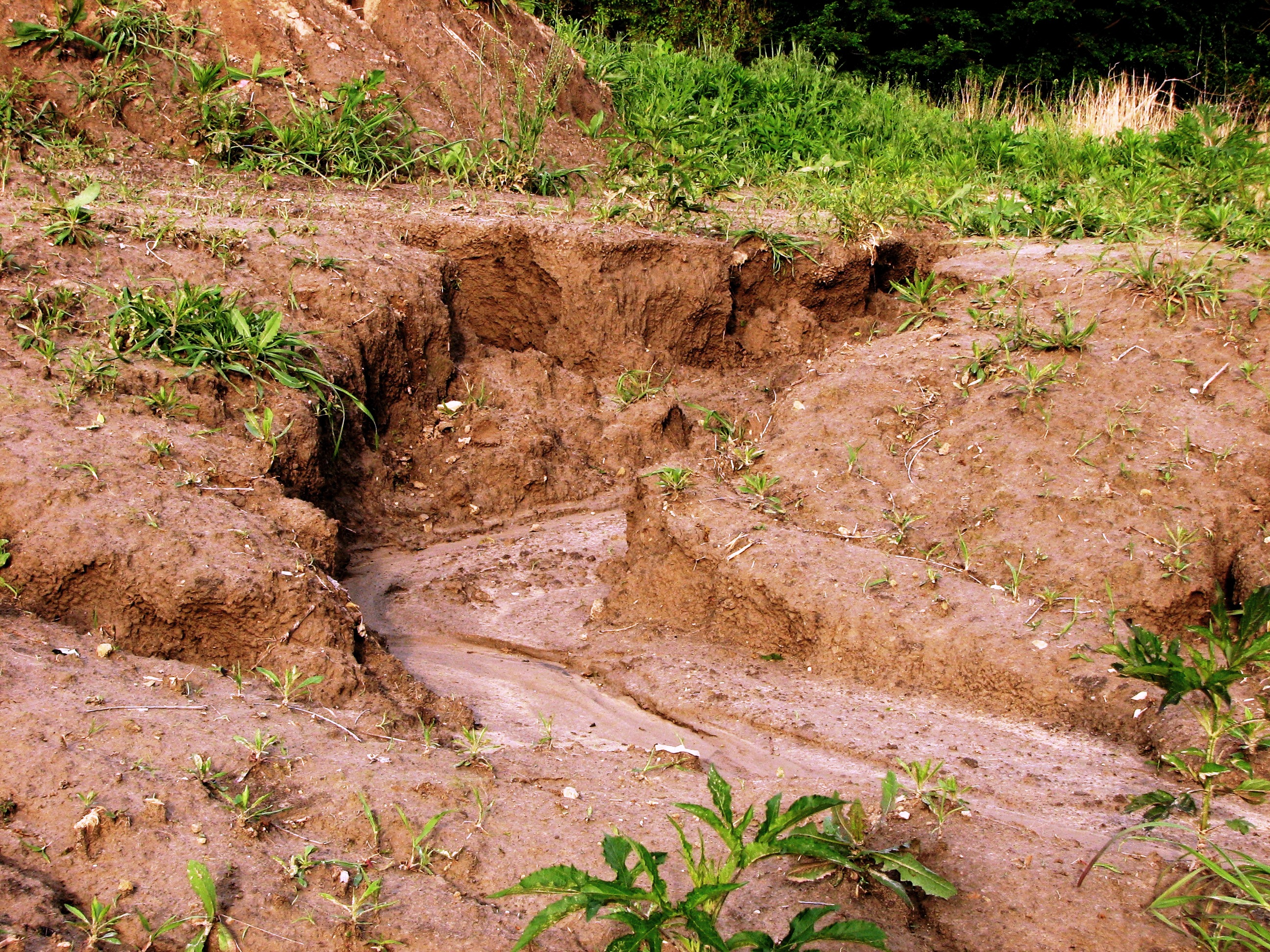
Erosionserscheinungen

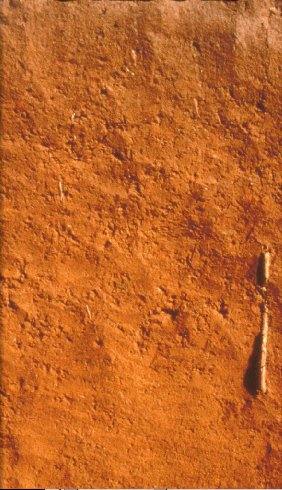
Oxisol

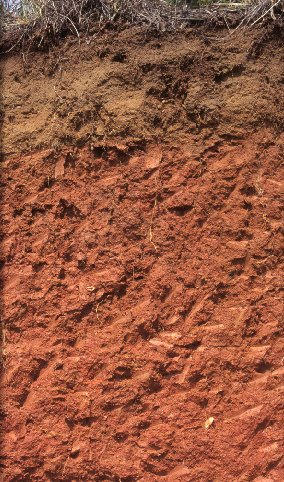
Ultisol

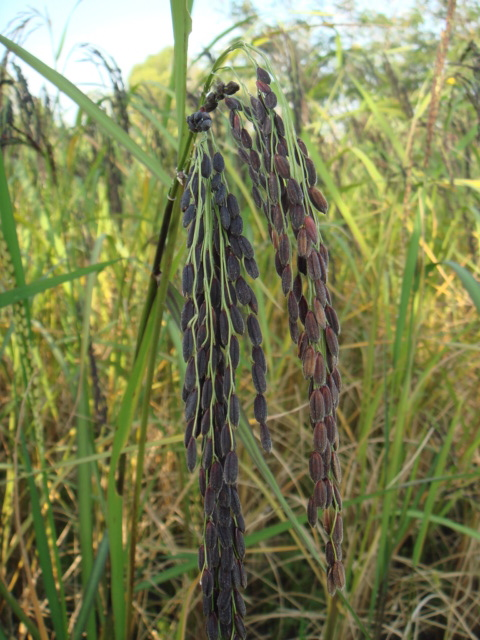
Reis

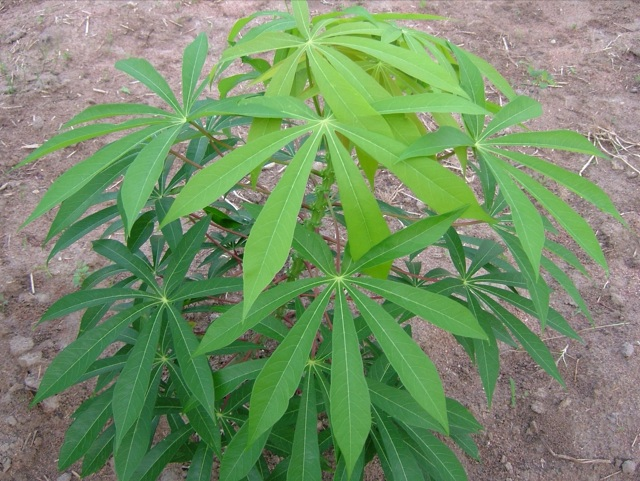
Maniok

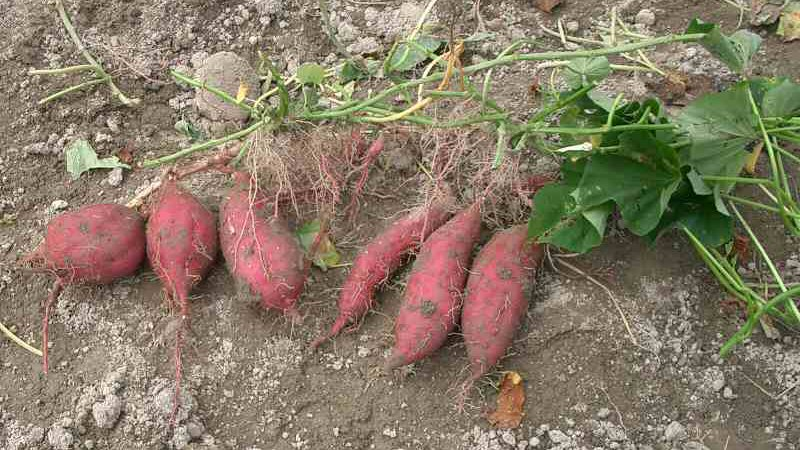
Süßkartoffel

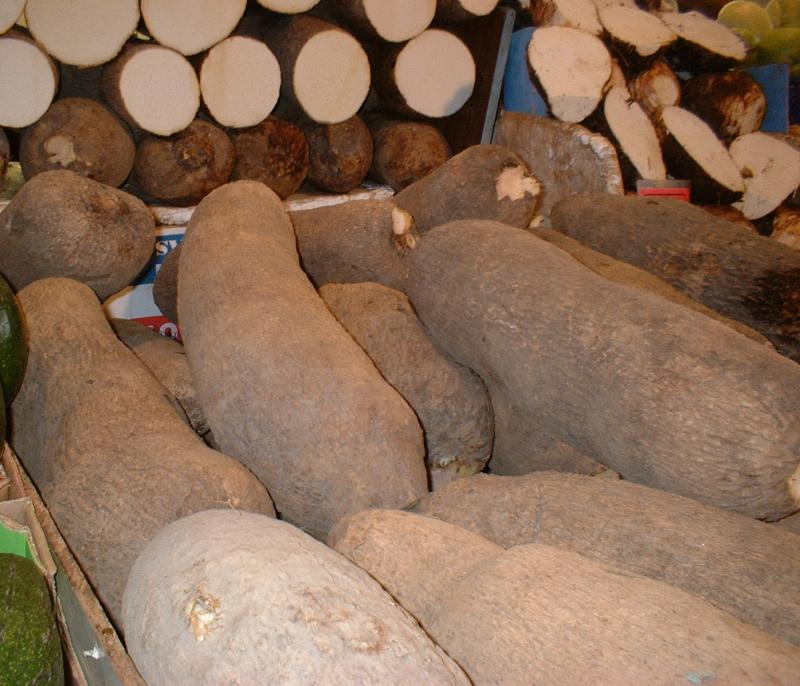
Yams

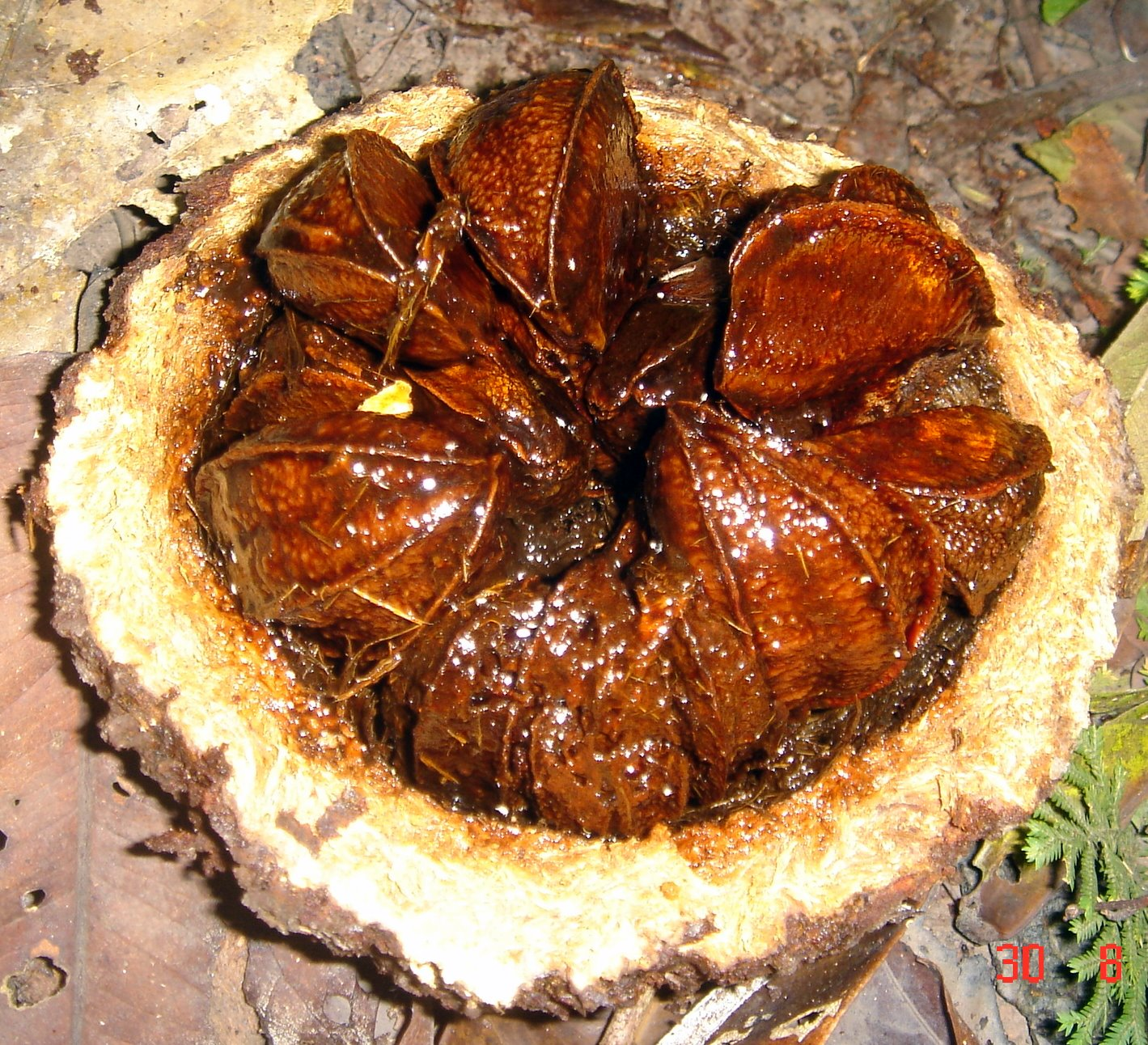
Paranuss

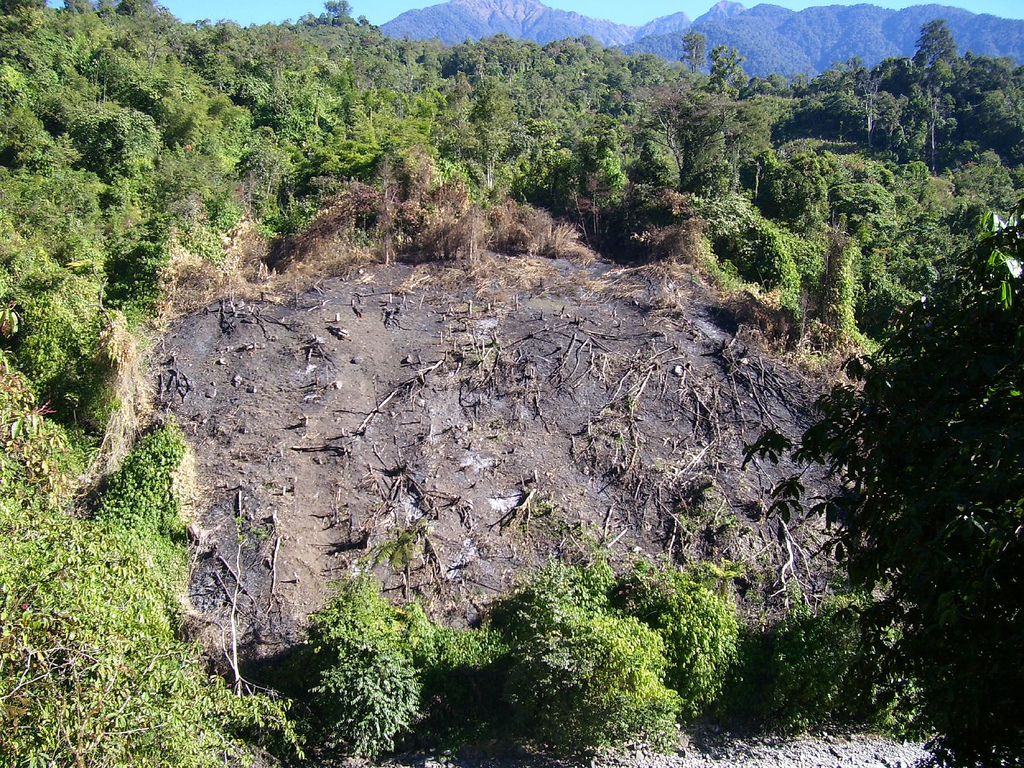
Brandrodungsschneise

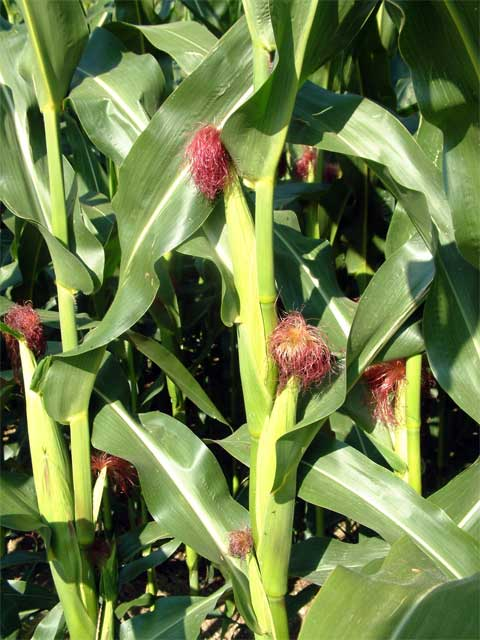
Mais

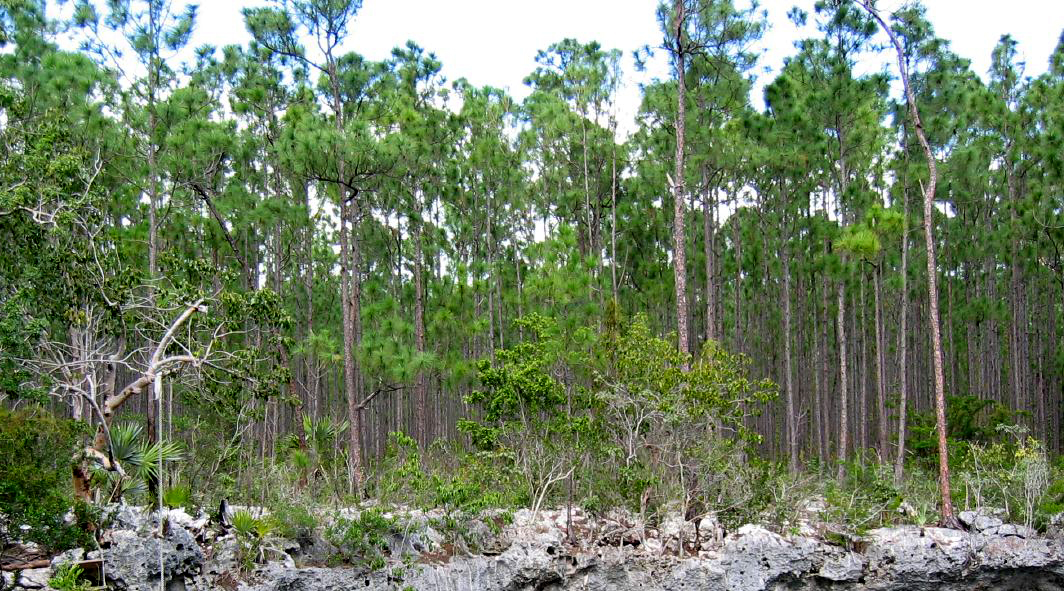
Pinus caribea-Pflanzung

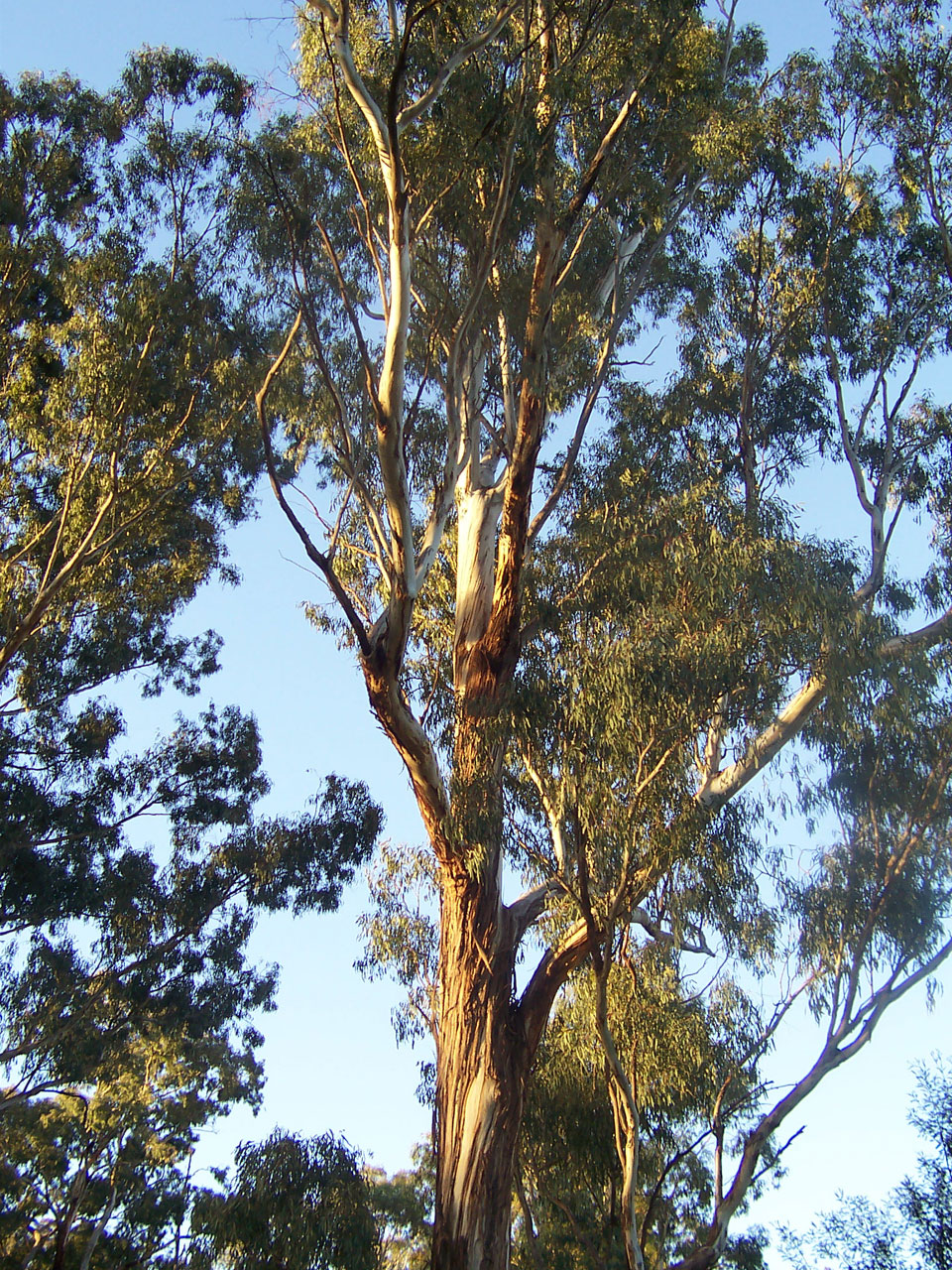
Eukalyptus

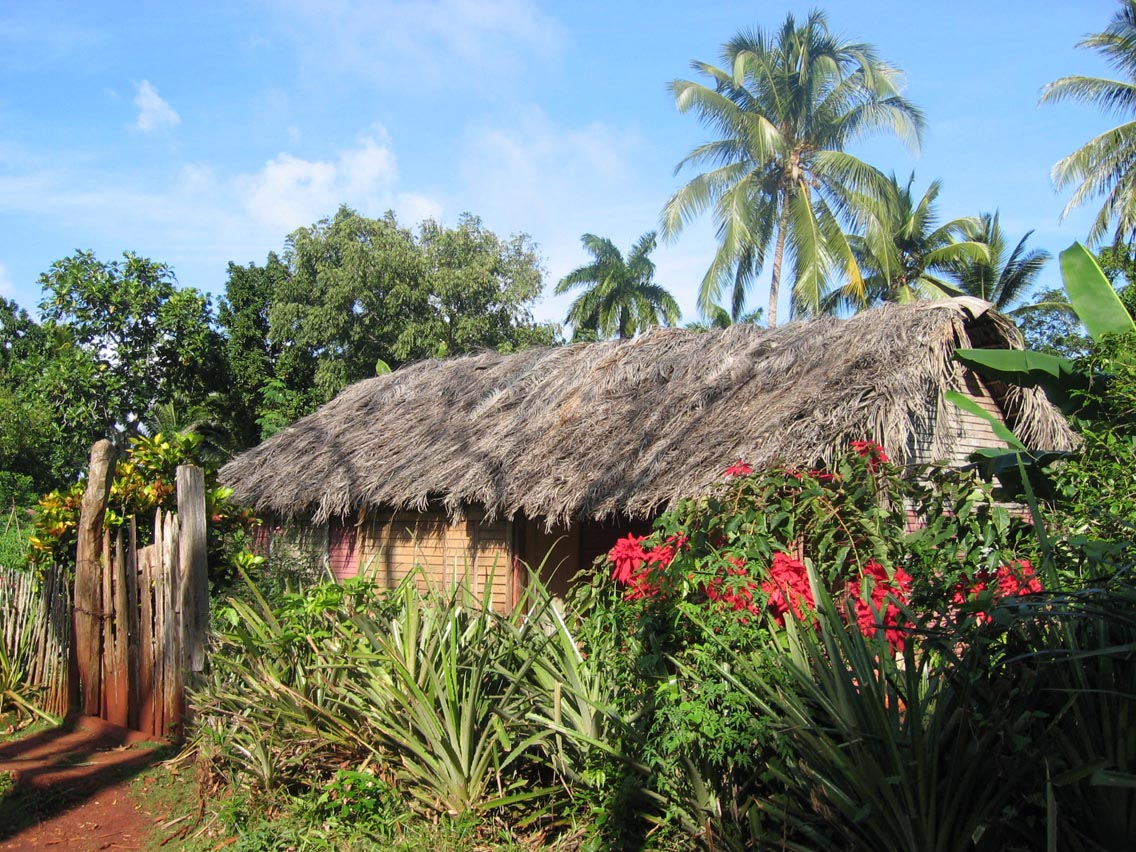
Kubanischer Hausgarten

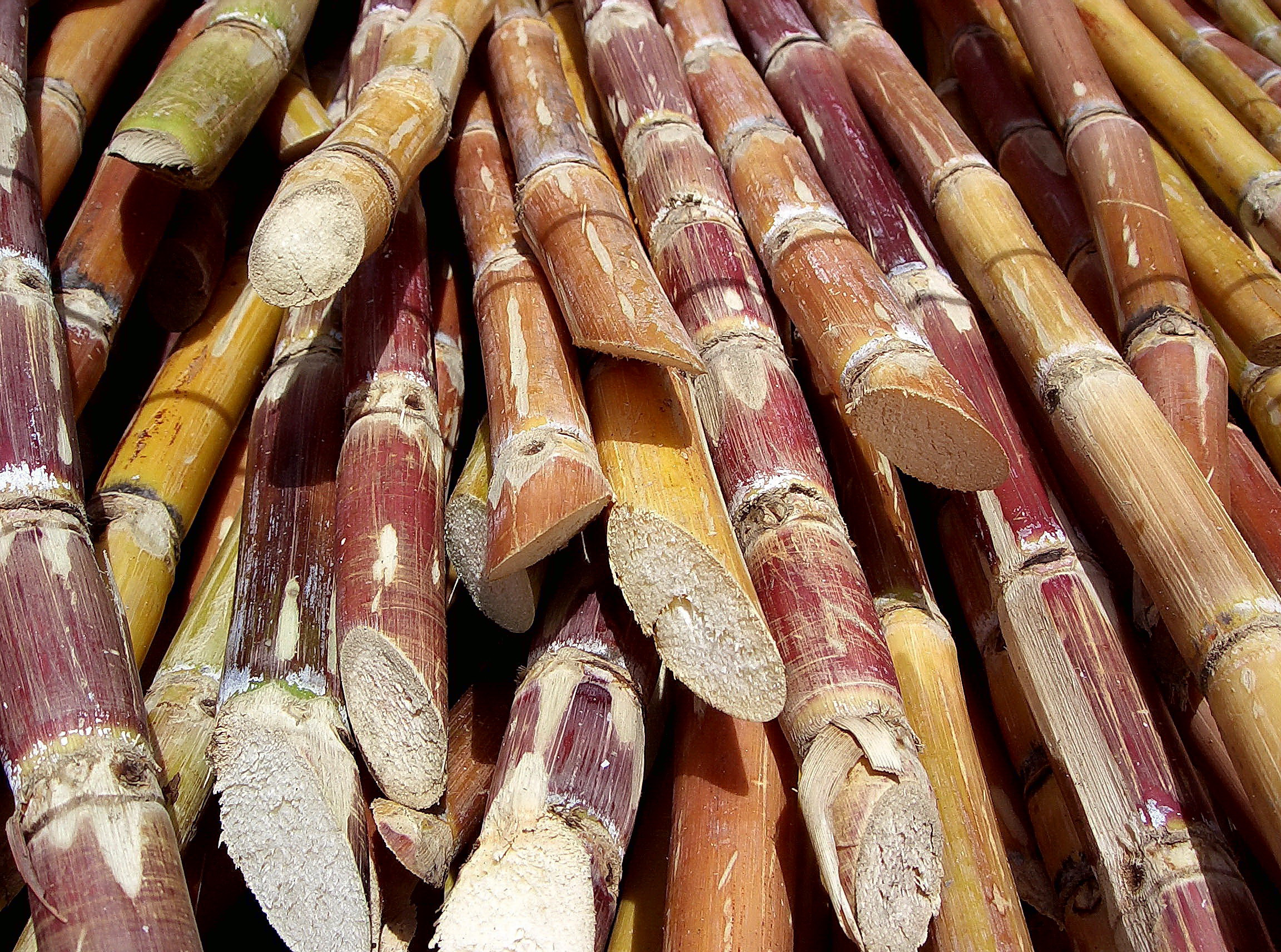
Zuckerrohr

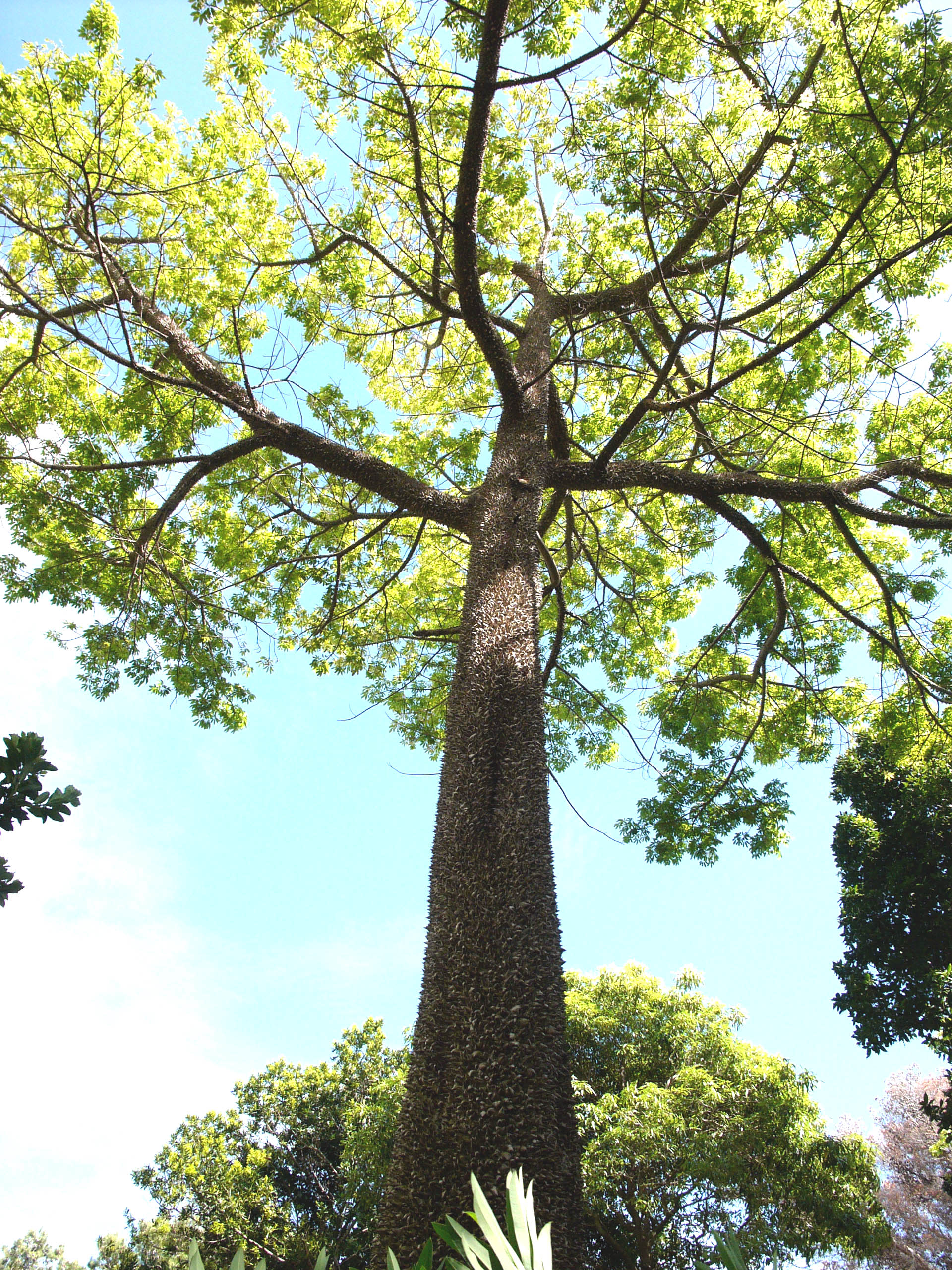
Kapokbaum

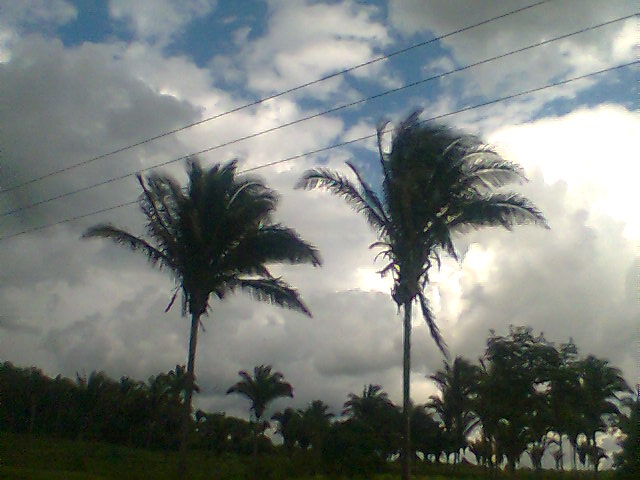
Babassupalmen

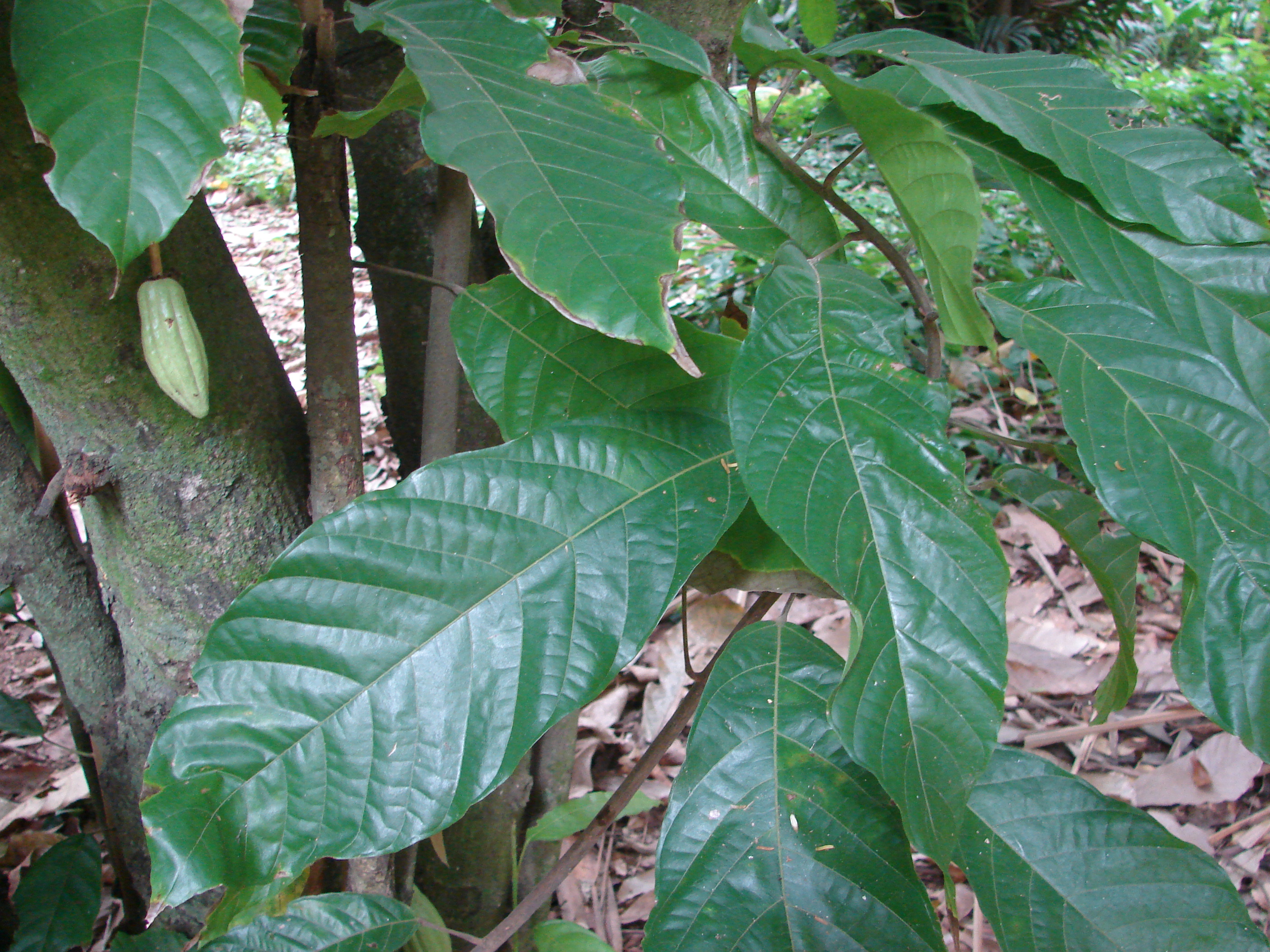
Kakao

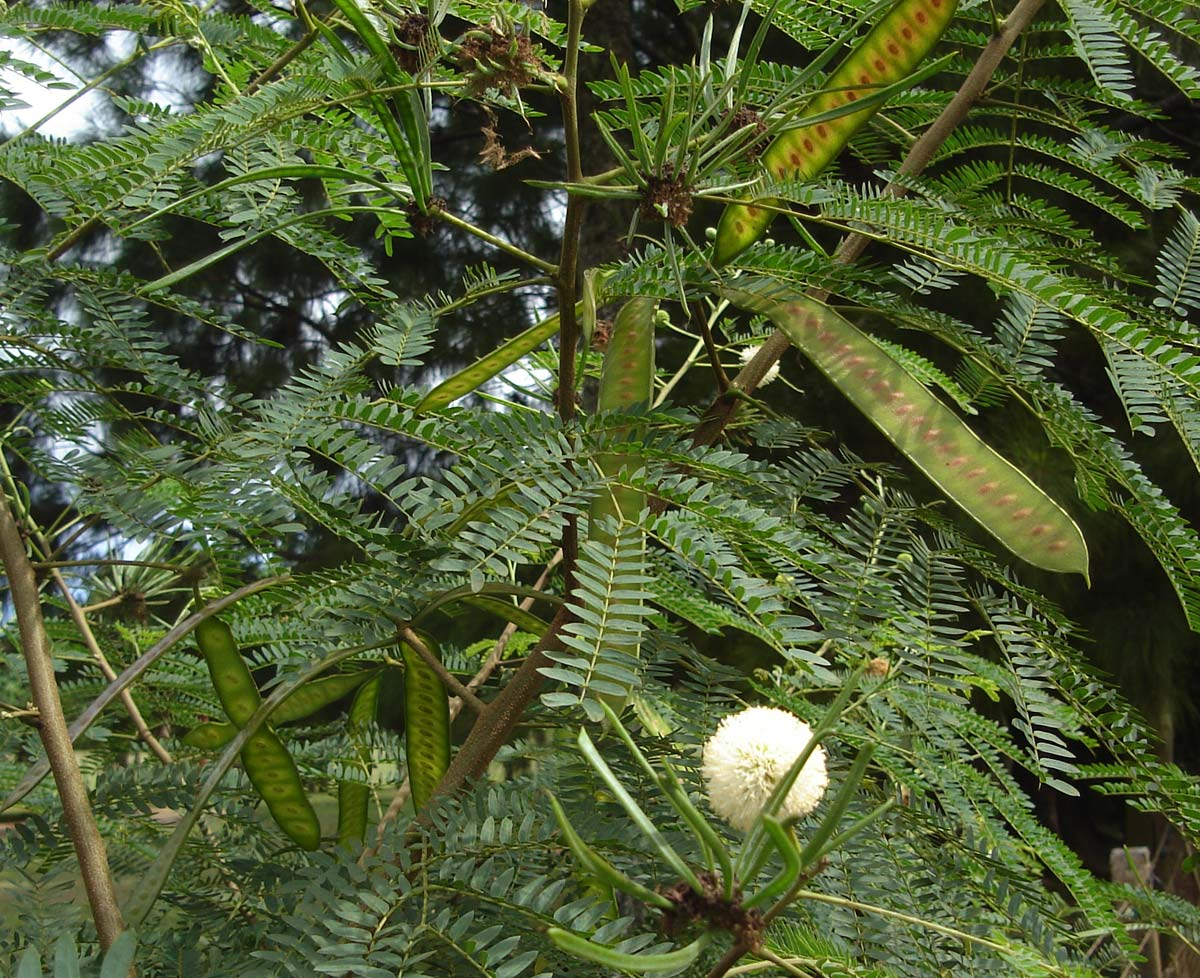
Leucaena glauca

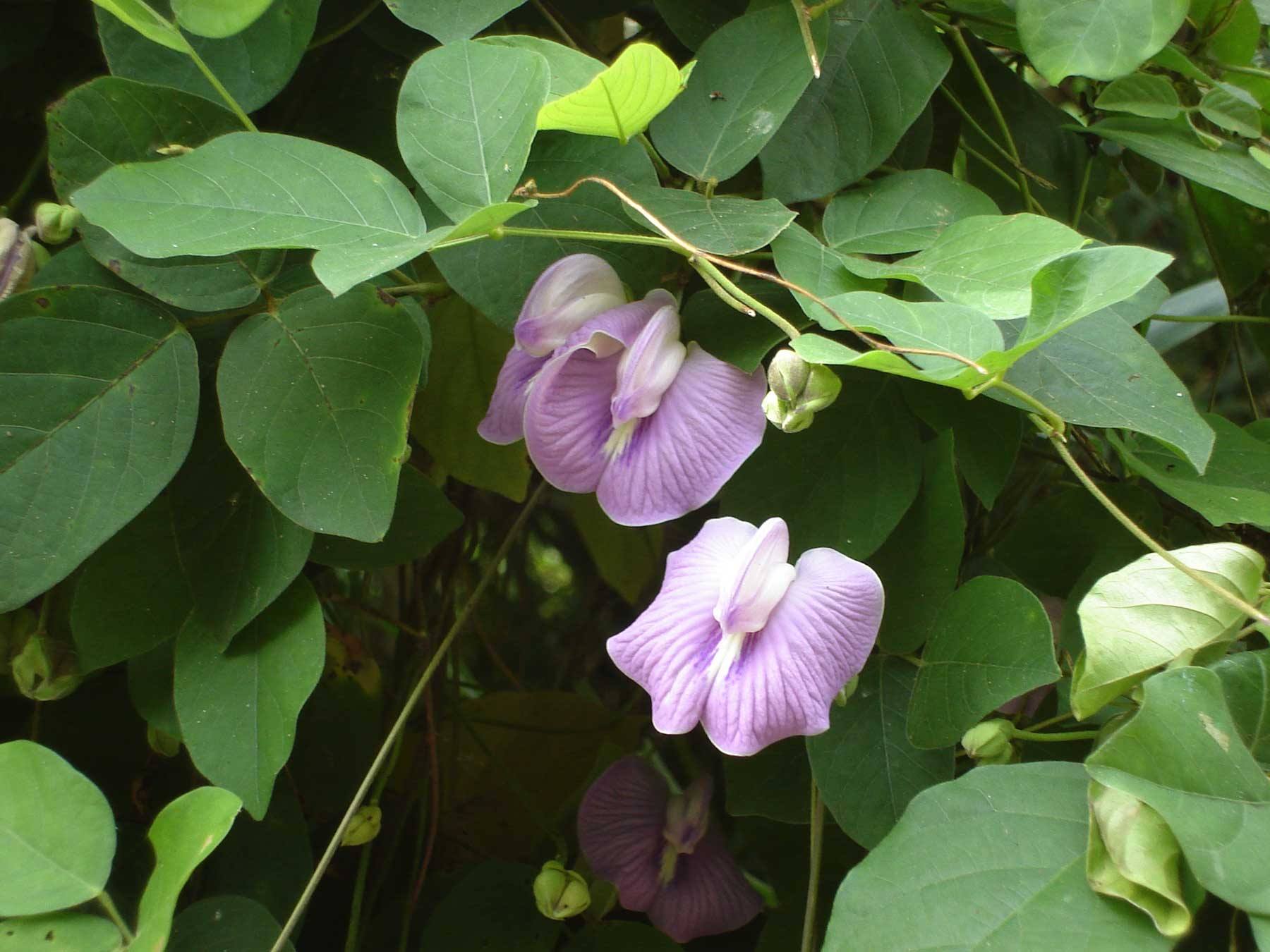
Centrosema

Die Landnutzung in den Tropen beschreibt die vielfältige Inanspruchnahme der Landmasse in der tropischen Klimazone durch den Menschen und seine Aktivitäten. Da das größte Bevölkerungswachstum in den tropischen Regionen der Erde beobachtet wird, ergeben sich hier dringende Maßnahmen zur Steigerung der landwirtschaftlichen Produktivität – oder demgegenüber zum Schutz und dauerhafter Sicherung der natürlichen Lebensgrundlagen durch folgende Alternativen:
- stark gesteigertes Produktionswachstum auf bisher genutzten landwirtschaftlichen Flächen
- Agrarkolonisation und Erschließung ungenutzter Areale
- effizientere Nutzung und Verteilung der fruchtbaren Flächen und der Erzeugnisse
- Rekultivierung von degradierten Flächen (Versalzung, Erosion und Hartgras-Savannen durch falsche Weidenutzung oder Übernutzung)[2]

Andererseits stellen die extremen Bedingungen in den scheinbar so reichen und fruchtbaren Tropen (reichliche Niederschläge, ganzjährig nutzbare Sonnenstrahlung und Wärme, abundante Vegetation) die menschliche Nutzung vor einige Probleme, beispielsweise wegen der vielfach (gerade durch den starken Regen) armen Böden.

## Landnutzung in den humiden Tropen
In den Tropen schwinden die Waldbestände durch intensivierte Forstwirtschaft (Weichholzplantagen, Nutzung von Edelholz wie Mahagoni oder Holzexploitation), Gewinnung von Weideland und einer starken Bevölkerungszunahme und damit geplanten und ungeplanten Besiedelung von tropischen Waldgebieten. Die größten Zunahmen werden in Afrika verzeichnet. In Südamerika verringerte sich die Fläche des tropischen Regenwaldes von 550 Mio. Hektar (1978) auf 330 Mio. Hektar (2000). Die traditionelle Bewirtschaftungsform auf diesen Standorten ist der Brandrodungsfeldbau.
Amazonien beispielsweise wurde entlang der Pisten mosaikartig erschlossen und von Siedlern aus den ärmeren Bundesstaaten Nordostbrasiliens in Besitz genommen, welche hier andere Bewirtschaftungsformen erlernen mussten. Gebiete, die innerhalb von kürzester Zeit „übernutzt“ waren, wurden durch Spekulanten aufgekauft und durch Gras-Leguminosen-Ansaat in Weideland verwandelt. Radikale mechanische Rodungen durch Bulldozer und das Entfernen der Wurzelstöcke verhindern zumeist das Nachwachsen einer Sukzessionsvegetation. Die meisten Pflanzen des Regenwaldes vermehren sich vegetativ, so dass die Kulturbrachen nicht wieder vom Wald überwuchert werden. Zur Holzexploitation werden breite Schneisen für den Abtransport der Baumstämme zum nächstgelegenen Fluss geschlagen, welche durch die Starkregenfälle schnell zu Erosionsrinnen werden. Großangelegter Brandrodungsfeldbau (Shifting Cultivation) ist jedoch die Hauptursache für das Verschwinden der Regenwälder. Weiterhin müssen die Wälder wegen der Anlage von Stauseen oder dem Übertage-Abbau von Bodenschätzen verbunden mit Umweltverschmutzung und wilden Siedlungen (siehe Serra Pelada) weichen. Der Energiebedarf der Siedler und Schürfer wird zumeist durch Holzkohleerzeugung gedeckt. Die Folge der Rodung mit schweren Maschinen ist eine zunehmende Bodendegradation und ein beschleunigter Humusabbau, eine Verschlechterung der Bodenstruktur, einer starken Erosion durch Oberflächenwasser und eine Ausbreitung unerwünschter Pionierpflanzen wie Hartgräser. Die Brandrodungsflächen werden per Satellit erfasst.
Die Nährstoffknappheit des tropischen Regenwaldes wurde von Goodland wie folgt beschrieben:

„Der tropische Regenwald ist eine Wüste, bedeckt mit Bäumen“

### Tropischer Regenwald als Ökosystem
Tropisches Regenwaldklima findet sich in der Karibik, Mittelamerika, im nördlichen und mittleren Südamerika, Westafrika, dem zentralafrikanischen Kongobecken, Madagaskar, West-Indien, Indochina, Indonesien und dem nördlichen Australien, zwischen dem nördlichen und südlichen Wendekreis, bzw. 10° nördlich und südlich des Äquators. Der tropische Regenwald macht eine Fläche von insgesamt 17 Millionen Quadratkilometer und 3,4 % der Weltoberfläche aus. Die Nettoprimärproduktion der Gesamtbiomasse liegt bei 15 Milliarden Tonnen Kohlenstoff pro Jahr und einer Flächenproduktivität von 0,90 P/A.
Als Ökosystem zeichnet sich der tropische Regenwald durch eine sehr hohe Biodiversität und Komplexität aus. Infolge der hohen Biomasseproduktion ergeben sich relativ geschlossene Nährstoffkreisläufe mit einem ausgeglichenen Temperatur- und Feuchteregime. Es herrscht ein typisches Tageszeitenklima mit Durchschnittstemperaturen von 28 °C. Durch die „Schwammwirkung“ der unterschiedlichsten Pflanzengesellschaften bei den täglichen Niederschlagsereignissen ergibt sich kaum die Gefahr der Erosion. Nur im Kronenbereich der Waldbäume kann es durch die intensive tropische Sonneneinstrahlung zu einem trockenen Mikroklima kommen. Während in 18 Meter Baumhöhe Temperaturschwankungen von 7 bis 12 °C gemessen werden, sind es in ein Meter Höhe nur noch 1 bis 3 °C Abweichung. Die Wasserbilanz ist durch die Wechselwirkung von Evapotranspiration und Niederschlag sehr ausgeglichen. Dabei findet sich 75 % des Regenwassers im pflanzlichen Ökosystem wieder. Nur bei großflächiger Abholzung von Regenwäldern kommt es zu Trockenereignissen. Südamerikanischer Regenwaldboden ist aufgrund seiner geringen Kationenaustauschkapazität relativ nährstoffarm. Die Pflanzen nehmen einen Großteil der Nährstoffe in ihrem breitflächigen und oberflächennahen Wurzelsystem auf und geben sie über Laubabwurf wieder an den Boden ab, wo er durch stark aktive Bodenorganismen (zum Beispiel Mycorrhiza-Pilze) wieder rasch umgesetzt wird. Im Boden selbst hält sich nur ein relativ geringer Nährstoffanteil. Afrikanischer Brandrodungsbau setzt einen hohen Anteil von Nährstoffen über Aerosole und Staubpartikel frei, welche über atlantische Passatwinde bis nach Amazonien transportiert werden und dort für einen Nährstoffeintrag sorgen.
Asiatischer Regenwald besitzt mit 700 Arten/ha die größte Artenvielfalt, gefolgt von Zentralamazonien mit 500 Arten/ha. An letzter Stelle stehen die afrikanischen Regenwälder mit nur 250–300 Arten/ha.

### Tropische Böden
Als Grobunterteilung unterscheidet man zonale und intrazonale Böden, bei ersteren war Klima und Vegetation entscheidend für die Bodenentwicklung und letztere sind durch pedogene Faktoren geprägt. Azonale Böden sind junge und meist sehr fruchtbare Böden, die sich sehr gut für einen ertragsreichen Ackerbau eignen.
Die bestimmenden Böden Amazoniens sind bereits stark verwitterte Oxisole (oder auch als „Latisole“ bezeichnet) Ultisole und Alfisole. Das Alter eines Bodens ist zumeist negativ mit seinem Nährstoffgehalt korreliert. Oxisole zeichnen sich durch einen hohen Eisen- und Aluminiumgehalt und eine gute Bodenstruktur mit stabilen Mikroaggregaten aus, weisen jedoch häufig eine Tonverarmung des Oberbodens auf. Die Aluminiumtoxizität wird für eine empfindliche Kultur wie den Mais schnell zum limitierenden Faktor.

### Anbauprobleme in den humiden Tropen
- hohe Bodenazidität: Aluminium-, Mangan- und Eisentoxizität und Phosphat-Fixierung
- geringe Basensättigung im Boden
- niedrige Kationenaustauschkapazität (KAK) und starke Nährstoffauswaschung
- absoluter Phosphormangel
- Stickstoffmangel
- geringe Nährstoffreserven im Boden
- verdichtete Untergrundschichten, Eisen-Konkretionen
- Bodenverdichtung nach Inkulturnahme
- geringe Wasserhaltekapazität
- hohe bis sehr hohe Niederschlagsintensität (tropische Starkregen)
- zeitweise Wasserüberschuss und -mangel
- Wassererosion auf Hanglagen und Oberbodenverlust
- hohe Luftfeuchtigkeit und dadurch hoher Infektionsdruck durch Pilzkrankheiten
- rascher Humusabbau
- keine klimatisch bedingte Wachstumspause
- starke Sonneneinstrahlung und dadurch bedingte erhöhte Bodentemperatur auf über 35 °C und Absterben wichtiger Mikroorganismen
- starker Bevölkerungsanstieg und Besiedlung von Marginalböden[17]

### Gliederung und Typen der Bewirtschaftungsformen
- Wanderfeldbau (Shifting Cultivation)
- Forstwirtschaftliche Baumkulturen
- landwirtschaftliche Baum- und Strauchkulturen wie Kaffee, Kakao, Kautschuk, Ölpalmen
- Agroforestry als gemeinschaftliche land- (Pflanzenproduktion und teilweise auch Weidewirtschaft) und forstwirtschaftliche Nutzung
- semipermanenter Anbau, zum Beispiel beweidete Buschbrache
- Ley Farming[18] mit Weide und annuellen Kulturen
- Bewässerungslandbau (Reis)
- Weidewirtschaft mit Gras/Leguminosen-Weiden und geringem Viehbestand/Fläche
- annuelle Kulturen meist Monokulturen oder Mischkulturen (multiple cropping)

Der Wanderfeldbau war in den 1970er Jahren noch mit 45 % eine der häufigsten tropischen Landnutzungsformen in Afrika und Asien. 17 % entfielen auf dauerhaften Ackerbau und 4 % auf Plantagenwirtschaft
Shifting cultivation wird meist von nicht sesshaften ethnischen Gruppen betrieben, wobei angesichts der stark angestiegenen Weltbevölkerung und einen sinkenden Verfügbarkeit von Landfläche diese extensive Wirtschaftsform kaum noch betrieben werden kann. Nachdem ein bestimmtes Waldareal gerodet wurde, werden die noch bestehenden Baumstümpfe abgebrannt und das Gelände kann für ein bis maximal fünf Jahre landwirtschaftlich genutzt werden. Durch stark rückläufigen Nährstoffgehalt und verschlechterter Bodenstruktur müssen die meisten Kulturen dann aufgegeben werden, da durch Erosion und starken Unkraut- und Grasbewuchs eine weitere Nutzung durch starke Bodendegradation nicht mehr möglich ist.
Waldbrachen benötigen zirka 10 bis 20 Jahre bis zur vollständigen Regeneration. Während in Amazonien noch genügend Fläche für eine ressourcenschonende Shifting Cultivation zur Verfügung steht, sind die Wälder in Mittelamerika erschöpft (Stand 1991). Als Alternative dazu sind in Mexiko und Costa Rica zahlreiche Agroforstsysteme entstanden.
Messgröße ist der sogenannte Landnutzungsfaktor
{\displaystyle {\frac {AnzahlderAnbaujahre}{AnzahlderBrache+/-Anbaujahre}}*100}
- semipermanenter Anbau > 30 R < 70
- permanenter Anbau > 70 R <100

### Ertragsabfälle bei Dauernutzung landwirtschaftlicher Kulturen in den humiden Tropen
- 70 % Maniok nach dem 3. Jahr (Kongo)
- 50 % Mais nach dem 3. Jahr (östliches Honduras)
- 40 % Baumwolle nach dem 5. Jahr (südlicher Sudan)
- 10 % Erdnuss nach dem 2. Jahr (Kongo)

Bestimmte Indikatorpflanzen (Wildpflanzen) zeigen den Nährstoffmangel bereits früher an.
Im traditionellen Brandrodungsfeldbau steht Mais an erster Stelle aufgrund seiner höchsten Nährstoffansprüche und an letzter Stelle der wenig anspruchsvolle Maniok.

### Forstwirtschaft
85 % des Holzeinschlages geschieht für die Gewinnung von Brennholz für den lokalen Bedarf, nur 16 % für die Gewinnung von Industrieholz für den nationalen Konsum oder Export. Hauptlieferanten sind Malaysia und Indonesien und Hauptimportländer Japan, USA, China und viele Länder der EU. Ein Großteil des Säge- und Furnierstammholz stammt aus den Tropen (Stand 1991).
Es muss jedoch berücksichtigt werden, dass ca. 80 % des Holzeinschlages in den immerfeuchten Tropen illegal sind und er daher nicht genau bestimmt werden kann. Legal werden nur ca. 20 % der Tropenhölzer geschlagen, wobei nur bei einem kleineren Teil davon auf nachhaltige Forstwirtschaft geachtet wird (z. B. durch leichte Maschinen, kleinere Wegschneisen, Berücksichtigung der Fallrichtung der Bäume etc.).

### Ressourcennutzung des Regenwaldes
- vollständige mechanische Rodung führt langfristig zu einer Desertifikation des Areals
- Wanderfeldbau mit verbesserter Produktivität
- dauerhafte Landwirtschaft nur auf geeigneten Flächen möglich
- semipermanenter Anbau als Übergangsphase für den Daueranbau, wird in der Regel nur für cash crops für den Export praktiziert
- ökologisch angepasster Daueranbau zum Beispiel Agroforestry

### Agroforestry
In agroforstlichen Systemen kommt es zu einer Doppelnutzung des Regenwaldes mit Schwerpunkt auf der Land- und Weidewirtschaft.
Kuba und Costa Rica sind Länder, in denen agroforstliche Systeme traditionell praktiziert wurden. Hausgärten (span. conuco) mit Mangobäumen, Citrus ssp., Papaya, Kochbananen (span. plátanos), Kaffee und Ananas gehören zum typischen Erscheinungsbild des kubanischen Landes. Seit 1975 wurden diese Systeme weiter entwickelt, da ein durch hohen Bevölkerungsdruck entstehender Landmangel, ein erhöhter Viehbesatz und eine großflächige Entwaldung zu starker Bodendegradation und Erosion insbesondere auf Hanglagen führten.
Agroforestry wird als die ökologisch angepassteste Form der Landnutzung für die humiden Tropen angesehen, da:
- eine permanente Bodenbedeckung gewährleistet wird
- wenig Bodenbearbeitung notwendig ist
- optimale Nährstoffversorgung durch Pflanzengesellschaften
- maximale Transpiration gewährleistet wird
- der Humusspiegel erhalten wird.

Erforscht werden diese Landnutzungssysteme und die Wechselwirkungen ihrer Pflanzengesellschaften am ICRAF (International Centre for Research in Agroforestry) in Nairobi, Kenia und teilweise auch am CATIE (Centro Agronómico Tropical de Investigación y Enseñanza) in Turrialba, Costa Rica.
Ursprünglich wurde auch in Mitteleuropa vor der industriellen Landwirtschaft Agroforestry bzw. Waldfeldbau betrieben, heute noch in Spanien und einigen anderen Mittelmeerländern. In den meisten Entwicklungsländern hat die Nahrungsmittelproduktion die größte Priorität (s. Grüne Revolution), so dass sich zunehmend Dauerkulturen durchsetzen, Agroforestry mit einer großen Diversifizierung bleibt eine Alternative für Standorte, die sich zum Beispiel durch Hanglagen nicht mechanisieren lassen. Agroforestry ist die Internationalisierung eines alten für sensible Ökosysteme bewährten Systems. Ziele eines agroforstlichen Systems ist die Nahrungsmittelversorgung durch lokal angepassten Anbau von Früchten, Nüssen, Pilzen, Ölen, Wild- und Haustierfleisch, zweitens Energieversorgung durch Brennholz und drittens Futterbau für die Nutztierhaltung. Die Bienenzucht kann als weitere Einkommensquelle dienen. Die Ertragssicherheit steht im Vordergrund, keine Höchsterträge. Der Wald hat dabei die Wirkung eines „Schwamms“ zum Festhalten der wertvollen Nährstoffe bei tropischem Starkregen. Agroforestry als low-input System besitzt selbsterhaltende Stoff- und Energiekreisläufe und auf zusätzliche Mineraldüngergaben kann meist verzichtet werden. Schädlingsinvasionen können in einem Agroforestry-System infolge der zahlreichen Wechselwirkungen nahezu ausgeschlossen werden. Aufgrund von Allelopathie kann es auch zu hemmenden Wirkungen innerhalb der Pflanzengesellschaften kommen.
65 % des tansanischen Kaffees wird in agroforstlichen Systemen erzeugt, bekannte Zonen liegen um den Kilimandscharo und den Mont Meru. Es handelt sich dabei um hochkomplexe Bewirtschaftungssysteme für Kleinareale mit Kaffee, Zitrus und Papaya als vorwiegende Nutzpflanzen, auf denen eine produktive und nachhaltige Landwirtschaft betrieben wird. Dieses System ist jedoch durch eine ungenügende Nahrungsmittelproduktion, einem starken Bevölkerungswachstum und einer vermehrten Wanderbewegung auf die tansanischen Waldgebiete stark bedroht. Der traditionelle Kaffeeanbau Mexikos wird auch in Mischkultur mit Schattenbäumen (Inga edulis), Kochbananen, Zitrus und Bohnen praktiziert. Ähnliche Systeme mit Hügelanbau von Yams und Mais findet man auch in Nigeria, wobei auffällig ist, dass sehr pflegeintensive Kulturen wie Yams in direkter Nähe der Hütten angebaut werden. In Anlehnung der Baumgesellschaften des tropischen Regenwaldes wird teilweise auch ein Stockwerkanbau praktiziert. Die Anordnung der Pflanzengesellschaften erscheint wahllos, obwohl durch jahrhundertelange landwirtschaftliche Erfahrung ein System dahinter steht.
In Südostasien wird vielerorts „Alley Cropping“ betrieben, zwischen den Baumreihen der Teakholzplantagen wird Reis und Mais oder Kokospalmen mit Maniok kultiviert, wobei beide Früchte aufgrund des zunehmenden Schattens im Laufe der Vegetationsperiode zurückgedrängt werden. Javanische Hausgärten bestehen oft aus Kokospalmen kombiniert mit Fruchtbäumen (Guave) und niederen Sträuchern wie Papaya und Maniok. Von der GTZ wurden zahlreiche Projekte für Ecofarming in Ruanda begleitet, wobei der große Bevölkerungsanstieg und gesteigerte Erosionsprobleme auf der Hügellandschaft durch die erhöhte Produktivität nicht aufgefangen werden konnte. Untersucht wurden lokale low input Systeme auf Basis von Kochbananen, Albizia-Schirmakazien, Grevillea-Silbereichen zusammen mit Intercropping aus Mais, Bohnen, Süßkartoffeln, Soja und Cocoyam (Colocasia esculenta oder Xanthosoma spp.). In Mittelamerika und Kolumbien findet man insbesondere in Höhenlagen Kaffee in Gesellschaft mit Kochbananen und Bohnen und andere Leguminosen. Im Mittelmeerraum Ölbäume zusammen mit Weizen.
Eine wichtige Messgröße dabei ist die LER oder Land Equivalent Ratio
{\displaystyle {\frac {Yi*M}{Yi*R}}*{Yj*M}{Yj*R}}
M: Mischkultur; R: Reinkultur; I: Intercrop; j: ?
Die LER drückt die Relation von Reinkultur zur Mischkultur aus und wird in folgender Indexfunktion wiedergegeben:
LER = Xm/Xr + Ym/Yr
X/Y – Kultur; m,r – Mischkultur, Reinkultur
Allen Mischkulturen (MCS: multiple cropping systems) ist die wirtschaftliche Flexibilität gemeinsam, da ein Überproduktionsproblem wie bei Reinkulturen nicht gegeben ist. Als Nachteile werden der hohe manuelle Arbeitsaufwand bei komplexen Systemen, Erträge im niedrigen bis mittleren Bereich und kein unmittelbares kurzfristiges Ergebnis gesehen. Agroforestry beruht auf den Prinzipien einer langfristigen, nachhaltigen und tragfähigen Landwirtschaft. In Südostasien existieren völlig autarke Systeme: Schweine werden in unmittelbarer Nähe eines Teiches aufgestallt und deren Dung ernährt Wasserhyazinthen und wird außerdem kompostiert oder als Mulch verwendet. Die Wasserhyazinthen bilden die Lebensgrundlage für Kleinstlebewesen, von denen sich Tilapia-Buntbarsche ernähren.

#### Fallbeispiel Agroforesting in den Kaffeegärten Costa Ricas

##### Problematik
Hauptaufgabe der Landwirtschaft ist es, die exponentiell wachsende Weltbevölkerung zu ernähren. Die Erhöhung der landwirtschaftlichen Produktivität erfolgt einerseits durch Intensivierung und Erhöhung des Inputs an Produktionsfaktoren der bereits vorhandenen Landnutzung und andererseits durch die Erschließung bisher noch nicht kultivierter Landschaftsräume.
Da Kleinbauern kaum in der Lage sind, Fremdkapital im größeren Umfang aufzunehmen, müssen sie ihre Nahrungsmittel mit den gegebenen Mitteln selbst produzieren. Die Bildung von Reserven ist bei den geringen Subsistenzerträgen kaum möglich. In Costa Rica herrscht seit langem eine Tendenz zur Urbarmachung bewaldeter Flächen und die Umwandlung von Primärwald (tropischer Regenwald) in landwirtschaftliche Nutzfläche, was in Hanglagen mit einer irreversiblen Erosion und Verlust der Bodenfruchtbarkeit verbunden ist. Aufgrund des starken Humusschwundes und fruchtbarer Oberbodenpartien sinkt die Produktivität auf Marginalflächen innerhalb weniger Jahre. Exploitationsschneisen für den Holzschlag machen die Wälder zugänglich für den Wanderfeldbau (shifting cultivation) mit schweren Folgen für das Ökosystem, da eine Aufforstung meistens nicht erfolgt. Traditionelle indianische Landnutzungssysteme außerhalb der Sammelwirtschaft waren darauf ausgerichtet, Nahrungsmittel und Walderzeugnisse auf einer kleinen konzentrierten Fläche zu erzeugen, um die Überschussproduktion auf lokalen Märkten zu verkaufen. Costa Rica zeichnete sich lange Zeit durch monostrukturierte Landwirtschaft mit einseitiger Exportorientierung von Kaffee, Bananen, Zuckerrohr und Rindfleisch aus.

##### Untersuchungsgebiet
Untersucht wurde der Kanton (span. cantón) Acosta-Puriscal im vulkanischen Mittelgebirge Costa Ricas, 40 Kilometer südwestlich der Hauptstadt San José, welcher seit zirka Mitte des 19. Jhs. intensiv besiedelt wird.
Diese Gegend wurde erst relativ spät besiedelt, da raue Umweltbedingungen und ein dichter schwer durchdringbarer Waldbestand die Urbanisierung erschwerten.
In dieser Gegend dominiert die kleinbäuerliche Subsistenzlandwirtschaft mit Mais und Bohnen, Marktfrüchte (cash crops) wie Kaffee und extensive Weidewirtschaft. Eine ganzjährige Zugänglichkeit und Infrastruktur ist gegeben, außerdem wurden hier zahlreiche staatliche rurale Entwicklungsmaßnahmen durchgeführt.

##### Klima
Das Klima Costa Ricas teilt sich in thermische Höhenstufen auf:
| Bezeichnung     | Vegetationsform                                 | Höhe       | Durchschnittstemperatur | Kulturpflanzen                         |
| --------------- | ----------------------------------------------- | ---------- | ----------------------- | -------------------------------------- |
| Tierra Caliente | tropischer Tiefland-Regenwald                   | bis 400 m  | 24 bis 31 °C            | Kakao, Zuckerrohr, Bananen, Reis, Mais |
| Tierra Templada | tropischer Bergregenwald, Wolken- und Nebelwald | bis 1700 m | 18 bis 24 °C            | Kaffee, Tabak, Mais, Zitrusfrüchte     |

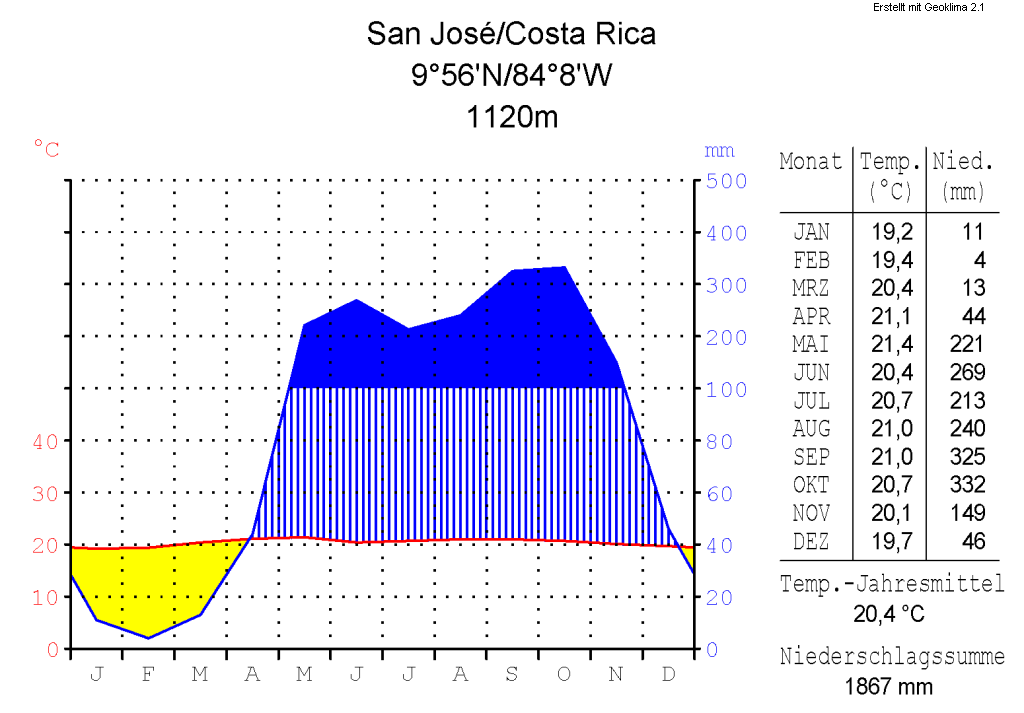
Klimadiagramm von San José / Costa Rica

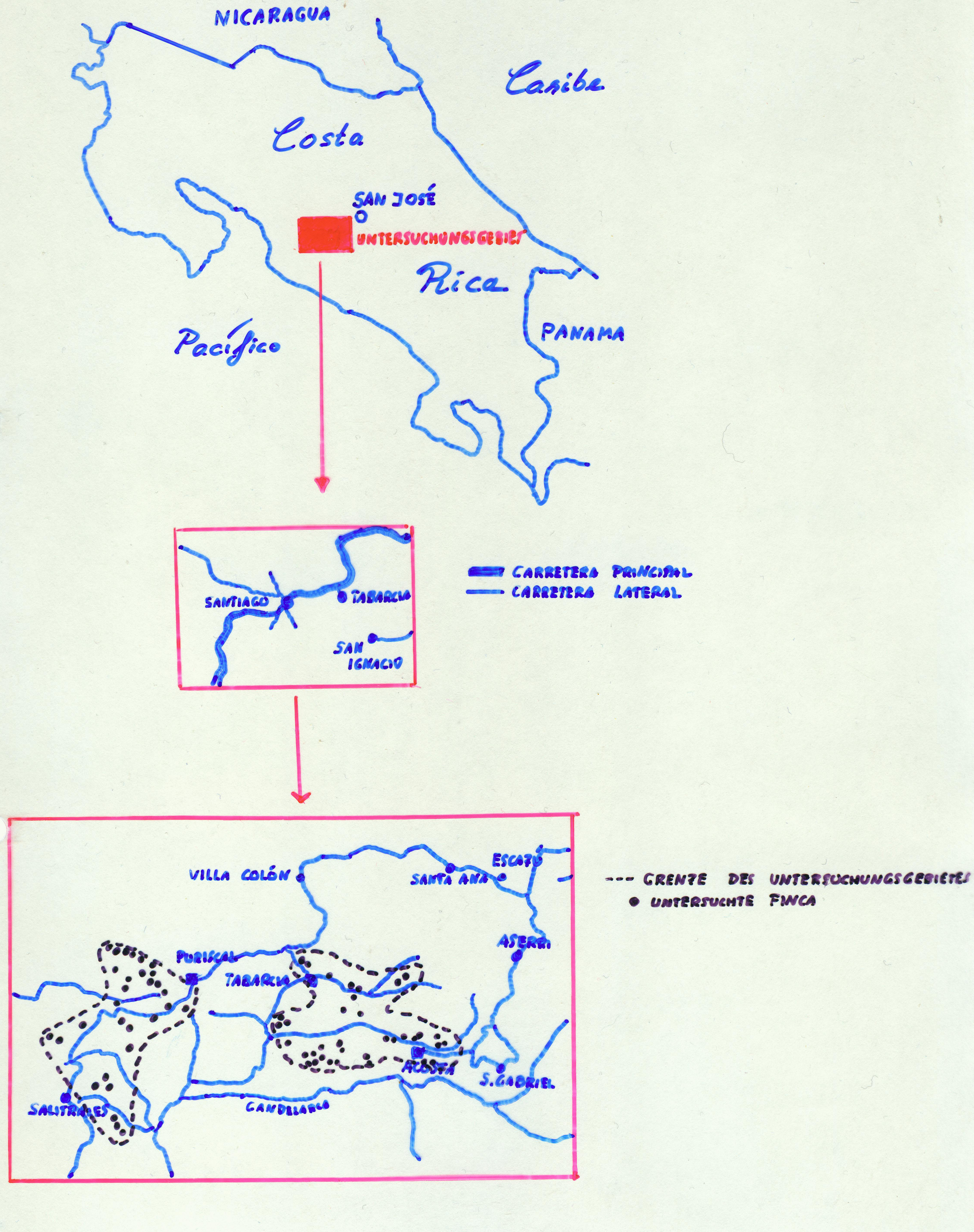
Kanton Acosta-Puriscal Costa Rica

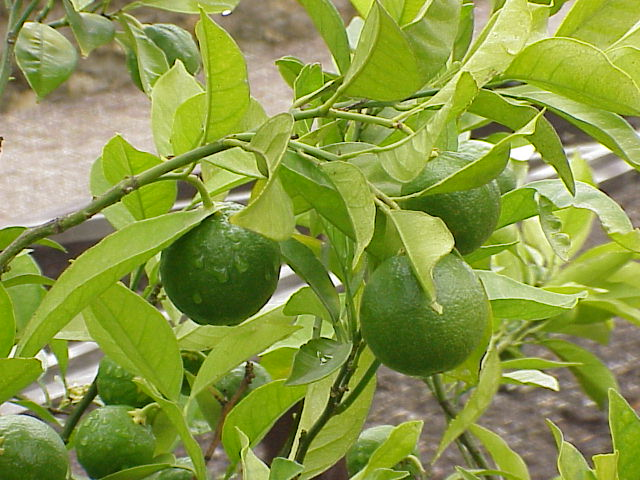
Zitrusfrucht

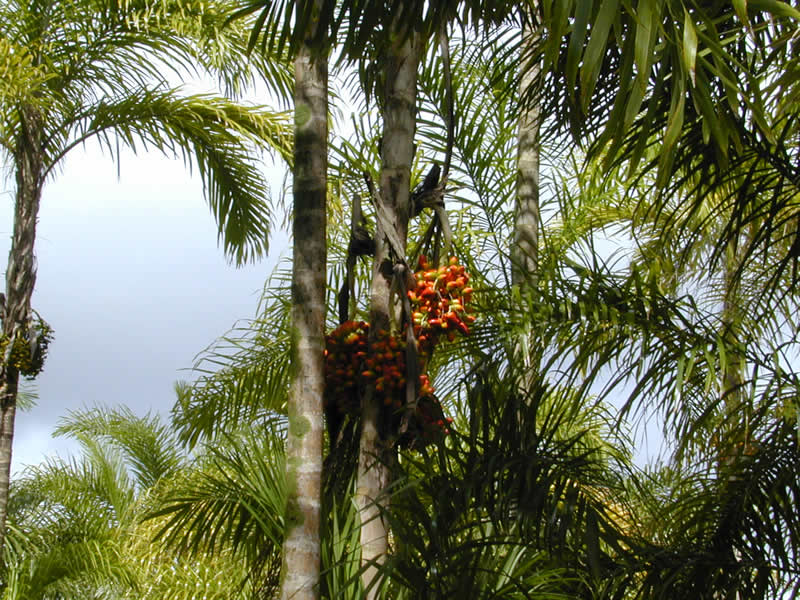
Pejibaye

In der Region Acosta-Puriscal herrscht ein tropisch humides Klima mit einer definierten Trockenperiode in Acosta zwischen Dezember und Januar und Puriscal zwischen Februar und März. Die Durchschnittstemperaturen liegen bei 20 °C. Die saisonale Regenzeit findet in Acosta von Juni bis Oktober statt und in Puriscal mit Niederschlagsmaxima von März bis Dezember. Ansonsten sind die Niederschläge über das Jahr relativ gleichmäßig verteilt.

##### Geologie und Böden
Im Kanton Acosta-Puriscal finden sich Höhen zwischen 200 und 1600 m, ein Mittelgebirge mit relativ großen Höhenunterschieden und einer Hangneigung von 20 bis 75 %.
Bei den Böden handelt es sich um relativ tonreiche Böden mit einem hohen Humusgehalt und Anteil an organischem Material. Sie sind mäßig bis stark versauert und besitzen eine hohe Kationenaustauschkapazität (KAK). Von den Nährstoffen kann Kalium an einigen Standorten zum Mangelfaktor werden.

##### Vegetation
Die natürliche Vegetation besteht aus tropischem Tiefland-Regenwald mit Übergängen zum prämontanen Feuchtwald. 1985 waren nur noch zirka 8,5 %, meist in schwer zugänglichen Quellregionen, bewaldet.

##### Entwicklung der Landnutzung
Infolge des Bevölkerungsanstiegs wurde die landwirtschaftliche Nutzfläche zunehmend auf entwaldete Grenzböden mit steilem Relief ausgedehnt. Außerdem nahm die Weidewirtschaft zu, was die Erosion und den Rückgang der Bodenfruchtbarkeit stark förderte. Viele Arbeitskräfte wanderten aufgrund der geringen Verdienstmöglichkeiten in den urbanen Ballungsraum San José ab. Bei fallenden Kaffee-Erlösen in der Vergangenheit verteuerten sich die Investitions- und Aufwandkosten für mineralische Düngemittel und Biozide. Ziel der landwirtschaftlichen Entwicklungsmaßnahmen war das landwirtschaftliche Einkommen über eine effiziente und exportorientierte Kaffeeproduktion nachhaltig zu erhöhen.

##### Siedlungsgeschichte
Vor der Eroberung durch die spanischen Conquistadores wurde von den Indios Brandrodung betrieben. In den Jahren 1561 bis 1573 etablierten sich einfache landwirtschaftliche Bewirtschaftungsformen. Zwischen 1779 und 1790 wurde vielerorts die Subsistenzlandwirtschaft durch Kakao, Zuckerrohr und Baumwolle ersetzt. Kaffee wurde erstmals im Jahr 1821 angepflanzt. Günstiges Klima und äußerst nährstoffreiche Böden vulkanischen Ursprungs ließen einen regelrechten Kaffee-Boom entstehen. Im gleichen Jahr wurde Costa Rica unabhängig und der Kaffee wurde zum wichtigsten Exportprodukt des Landes. Somit etablierte sich eine Oligarchie aus großgrundbesitzenden Kaffeepflanzerfamilien in der Meseta Central (Hochebene von San José) und die Bodenpreise stiegen drastisch. In dieser Zeit wurde auch das OFICAFE (Oficina de Café) gegründet, um Qualität und Preisgestaltung zu regulieren. 1931 wurde eine Regierungsverordnung erlassen, die es jedem Bauern nach 5 Jahre langer Bewirtschaftung von Kaffee auf Bracheflächen oder urbar gemachtem Land gestattete, dieses Land juristisch in Besitz zu nehmen. 1960 entstanden die ersten Produktionsgenossenschaften (span. beneficiarios). Außerdem wurde die Weidewirtschaft zur exportorientierten Rindfleischproduktion vorangetrieben, damit eine verstärkte mechanische Rodung von Regenwäldern und eine ausgedehnte Agrarkolonisation. In den 1980er Jahren waren die damals noch fruchtbaren Böden weitgehend erodiert und besaßen kaum noch Tragkraft für einjährige Nutzpflanzen.

##### Betriebsstrukturen
Die mittleren Betriebsgrößen in dieser Region liegen zwischen 7 und 14 Hektar. Die Landwirtschaft ist ausgerichtet auf den Anbau von annuellen Kulturen wie Mais und Bohnen und als Einkommensquelle Kaffee, Tabak, Zitrusfrüchte und andere Obstarten. Mit den Rinderrassen Cebú, Brahman Cebú und Criollo wird eine extensive Weidewirtschaft betrieben, die Anzahl der Rinder stieg in den 1980er Jahren auf 3 Millionen und die Flächenausdehnung der Weiden auf 68 % der Landesfläche an.

##### Produktionshemmende Faktoren
- Bodenverlust infolge von Erosion
- Nährstoffentzug durch Daueranbau und Beweidung ohne Nährstoffrückführung
- überalterte Kaffeebestände
- unzureichende Regulation und Verteilung der Schattenbäume auf den Kaffeeplantagen
- unsachgemäßer Pflanzenschutz
- Weidewirtschaft mit geringer Produktivität
- Arbeitskräftemangel durch Landflucht
- unzureichende Vermarktung und Transport landwirtschaftlicher Erzeugnisse
- hohe Preise der Produktionsfaktoren (Dünger und Pflanzenschutzmittel)
- kaum Möglichkeit zur Aufnahme von Fremdkapital

Espinozas Untersuchungen ergaben, dass die agroforstliche Nutzung durch Kleinbauern die ökologisch stabilste und nachhaltigste Variante für diese Gegend darstellte. Schattenbäume wie Korallenbäume (Erythrina poeppingiana), Laurel (Cordia alliodora), Andenerlen (Alnus acuminata) und Westindische Zedrelen (Cedrela odorata) kombiniert mit Brotnussbäumen (Brosimum alicastrum), Weißkopfmimosen (Leucaena leucocephala) liefern stabile Erträge. Faseragaven (Yucca ssp.) und Pejibaye-Palmen (Bactris gasipaes) dienen als Windschutz oder Begrenzung der Flächen. Zur Brennholznutzung kann zusätzlich Regenbogen-Eucalyptus (Eucalyptus deglupta) verwendet werden.

### Dauernutzungssysteme in den Tropen
Dauerkulturen sind:
- Bäume (Kautschuk, Citrus ssp., Mango, Kapok etc.)
- Palmen (Ölpalme, Kokospalme, Babassupalme, Pejibaye (Bactris gasipaes) etc.)
- Sträucher (Kakao, Kaffee, Tee etc.)[46]

#### Kaffeekulturen
Kaffee wird in Reinkultur ohne Schatten (zum Beispiel Brasilien) oder in Reinkultur mit Schatten (zum Beispiel Kolumbien) angebaut; Mischkulturen mit kleinbäuerlicher Subsistenzlandwirtschaft finden sich zum Beispiel in Costa Rica. Erstere beiden Systeme streben Höchsterträge bei schnellen, hohen Gewinnen an, im dritten System steht die Ertragssicherheit und der geringe Input an Mineraldünger und Pflanzenschutzmitteln im Vordergrund. Typische Schattenbäume sind Grevillea, Robusta, Inga, Leguminosenbäume (zum Beispiel Caesalpinieae), Erythrinia etc., somit wird die Bodentemperatur relativ konstant gehalten. Das Blätterdach mindert die Windeinwirkung und verhindert „splash erosion“ durch das Auftreffen von Regentropfen bei tropischen Starkregenereignissen. Der Infektionsdruck gefährlicher Pilzkrankheiten beispielsweise durch Kaffeerost wird drastisch verringert.

#### Annuelle Nutzpflanzen
Zu den typischen Bewirtschaftungsformen gehört der traditionell in Asien beheimatete Nassreisanbau auf Terrassen als Dauernutzungssystem ohne Fruchtfolgeschäden. Einige Felder werden seit über 100 Jahren bewirtschaftet. Zuckerrohr besitzt eine ähnliche Selbstverträglichkeit und kann ebenfalls dauergenutzt werden (zum Beispiel die annuellen Dauerkulturen im Valle del Cauca/Kolumbien).
Bei diesen Pflanzen kann die Produktivität durch den Einsatz von Hochleistungssorten (HYV – high yield variety), resistente Sorten oder tolerante Sorten gegenüber abiotischen Stressfaktoren bzw. einer unzureichenden Wasser- und Nährstoffversorgung gesteigert werden. Weiterhin werden Erträge gesteigert durch die Verwendung von Sorten mit verbesserter Mineraldünger- oder Harnstoffverwertung und Leguminosen oder N-fixierende Blaualgen (Azolla anabaena) als Gründüngung oder zur biologischen Stickstoffanreicherung.
Beim Anbau mehrerer Kulturen pro Jahr finden Sorten mit einer kurzen Vegetationsperiode Verwendung, weiterhin kann ratoon cropping nützlich sein oder die Verwendung des Restwassers aus dem Reisanbau für andere Kulturen. Eine Gründüngung oder Mulchen beispielsweise mit der Kudzubohne (Pueraria lobata) hat stark positive Effekte auf die Bodenbiologie und wichtige bodenbewohnende Organismen wie Rhizobien, Mycorrhiza-Pilze und Regenwürmer. Brachephasen erhalten langfristig die Bodenproduktivität, da sie Nährstoffanreicherung, biologische N-Fixierung, Erhöhung des Humusgehaltes, wichtige bodenphysikalische Eigenschaften erhält und die Ausbreitung von Schädlingen, Pflanzenkrankheiten und Unkräutern reduziert. Aufgrund der steigenden Bevölkerung und der hohen Lebensmittelnachfrage in Entwicklungsländern ist man bestrebt, die Brachephasen so kurz wie möglich zu halten. Das IITA (International Institute of Tropical Agriculture) in Ibadan/Nigeria beschäftigt sich mit wissenschaftlichen Fragen der nachhaltigen Landwirtschaft und tropischen Landnutzungssystemen, unter anderem mit dem alley cropping. Zweijährige Feldexperimente zeigten beispielsweise, dass eine Mischkultur von Mais und Leucaena (Weißkopfmimose Leucaena leucocephala) mit moderater N-Düngung die höchsten Erträge lieferten.
Im Gegensatz zu Mischkulturen mit N-fixierenden Leguminosen hat eine mineralische Stickstoffdüngung einen Soforteffekt.
Stickstoff und Phosphor sind einige der wichtigsten begrenzenden Faktoren des Pflanzenwachstums von Nutzpflanzen in den Tropen. Phosphat ist auf stark verwitterten tropischen Böden kaum pflanzenverfügbar, so dass einer Kreislaufwirtschaft und einem „Recycling“ von Nährstoffen große Bedeutung gemessen wird. Einseitige N-Düngung auf den Kaffeeplantagen Costa Ricas hat zu signifikanten Ertragsreduktionen geführt.

#### Futterpflanzen

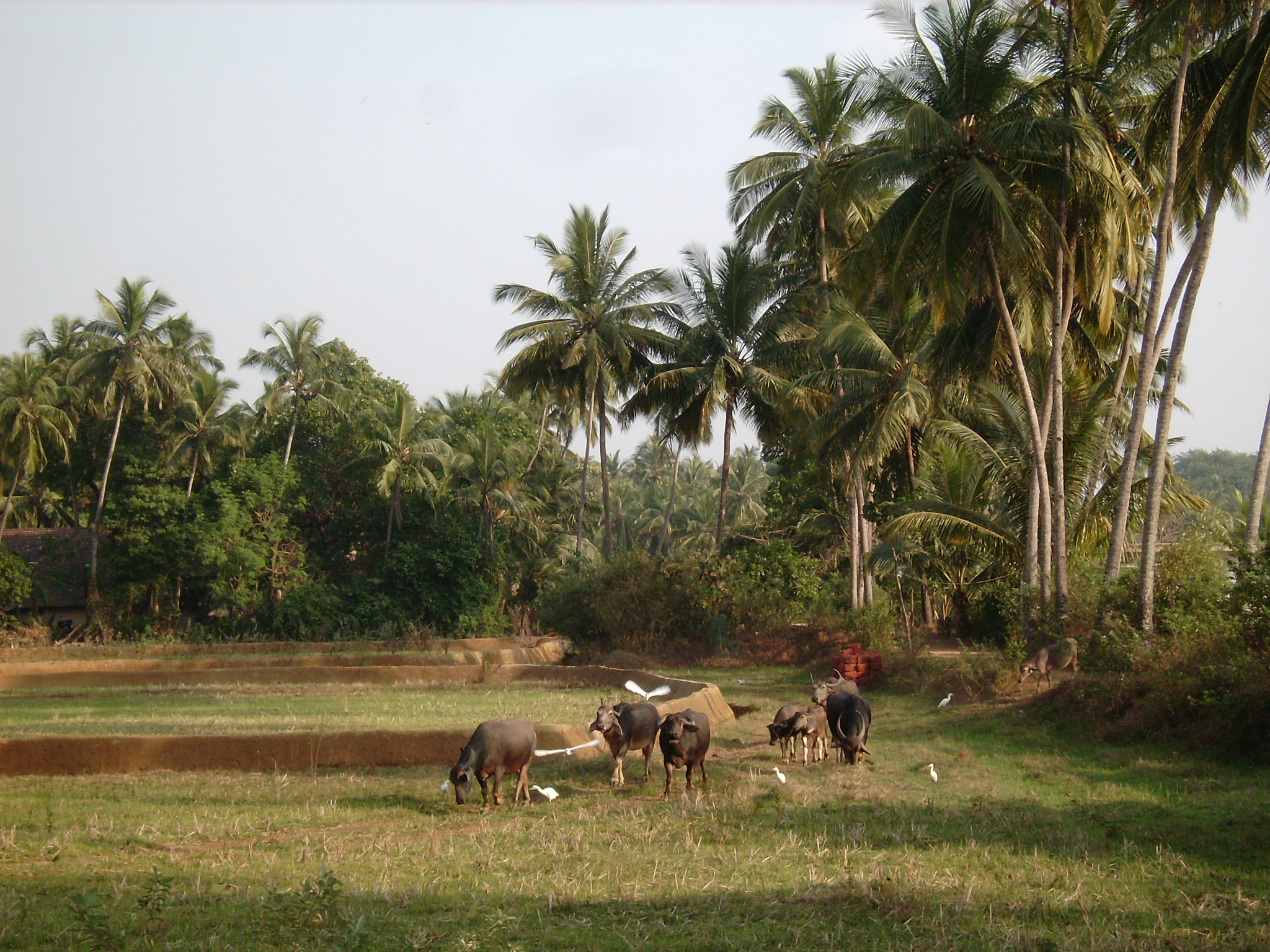
Wasserbüffel in Indien

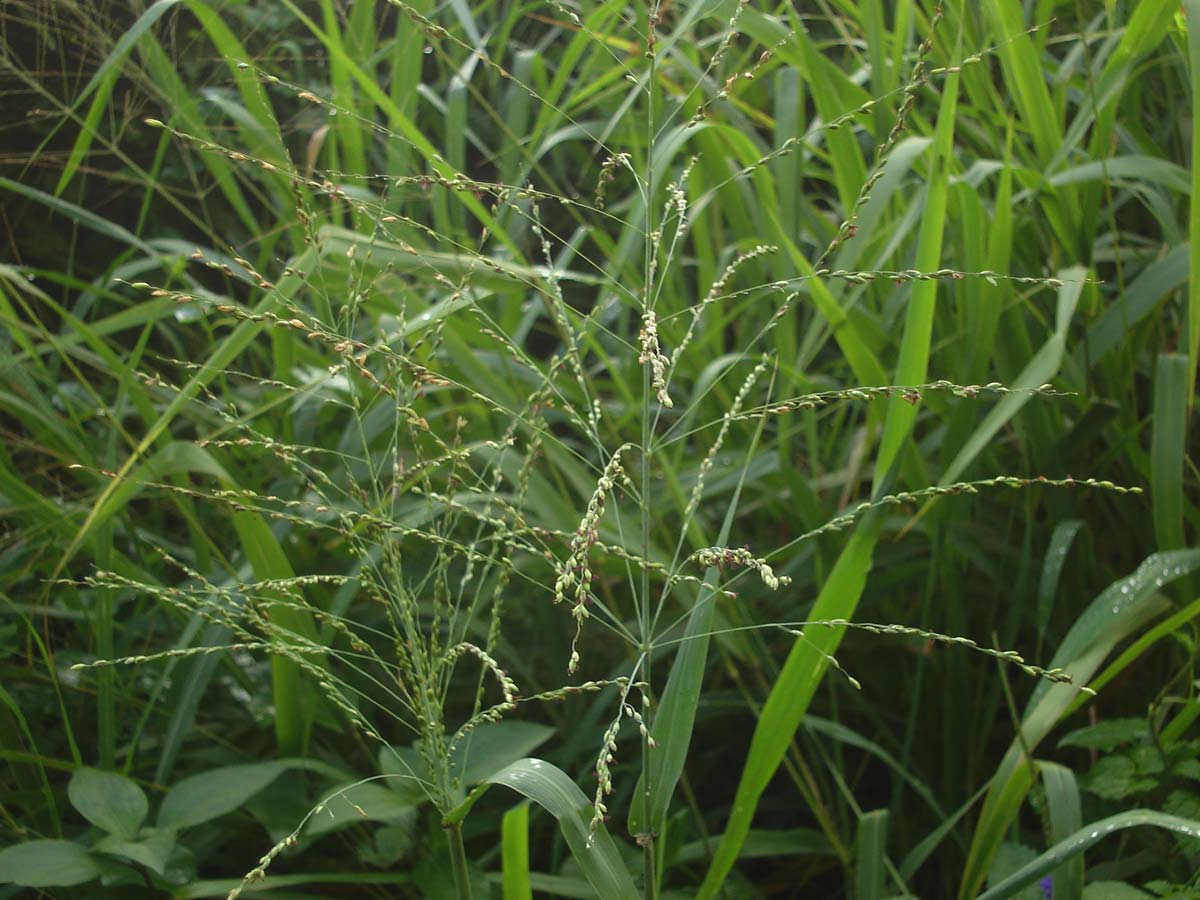
Panicum maximum

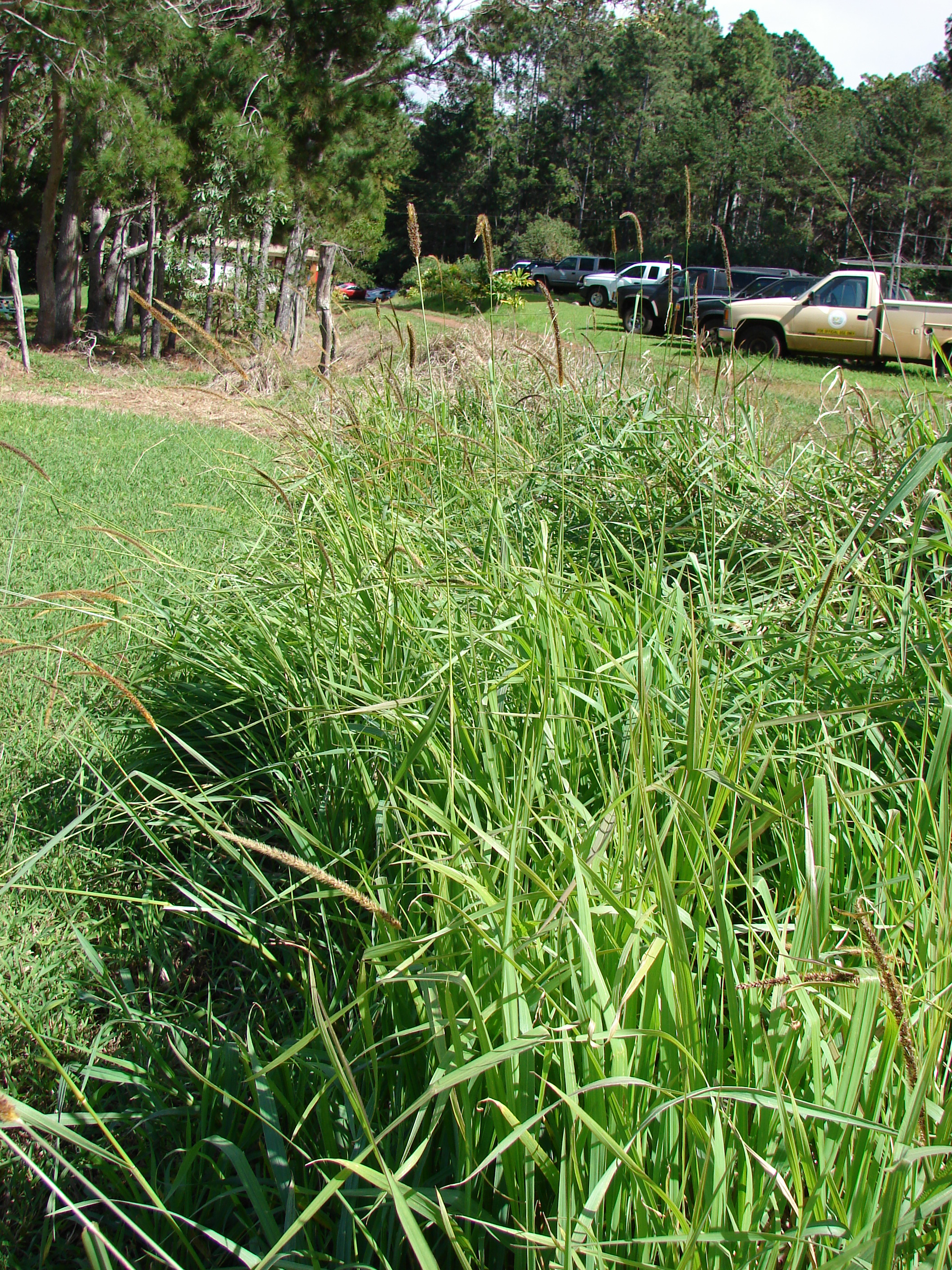
Setaria sphacelata

Extensive tropische Weidewirtschaft wird v. a. in Brasilien praktiziert. In den feuchten Tropen ist intensive Weidewirtschaft mit geeigneten Rinderrassen (zum Beispiel Zebu) nur auf sehr feuchten Böden geeignet, auf denen kein Ackerbau betrieben werden kann.
Voraussetzungen dafür sind:
- schonende Bodenvorbereitung
- lokal angepasste Sorten
- Grasansaat, um endemische Leguminosen zu unterdrücken und Stickstoffdüngung in mehreren Gaben
- geregelter Weidegang, um natürliche Artenzusammensetzung nicht zu gefährden

Bei unsachgemäßem Management können sich durch Devastierung unfruchtbare Weiden bilden. Selbst augenscheinlich grüne und saftige Weiden können Pflanzen mit sehr geringem Nährwert enthalten und die Weidetiere müssen hungern.
Typische Futtergräser und Futterleguminosen sind:
- Guinea gras (Panicum maximum)
- Golden timothy (Setaria sphacelata)
- Star gras (Cynodon dactylon)
- Zebra gras (Hyparrhenia rufa)
- Savanna gras (Axonopus compressus)
- Centro (Centrosema molle; syn. Centrosema pubescens)
- Glycine wightii

Die meisten heute verwendeten Futterleguminosen stammen aus Mittel- und Südamerika. Das CIAT in Cali/Kolumbien besitzt unter anderem den Forschungsauftrag zur genetischen Verbesserung der tropischen Weidepflanzen.

## Landnutzung in tropischen Höhenregionen

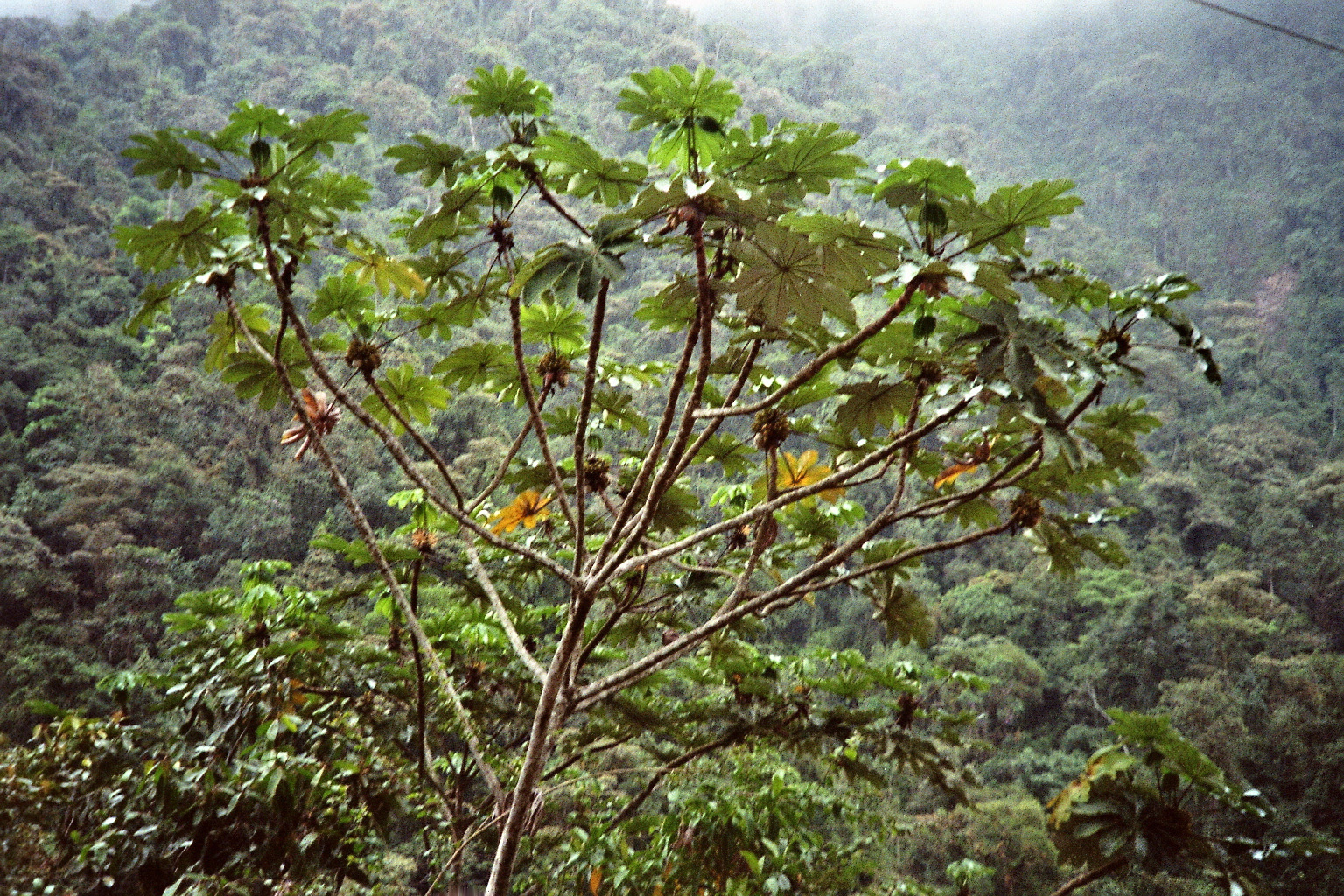
Wolkenwald

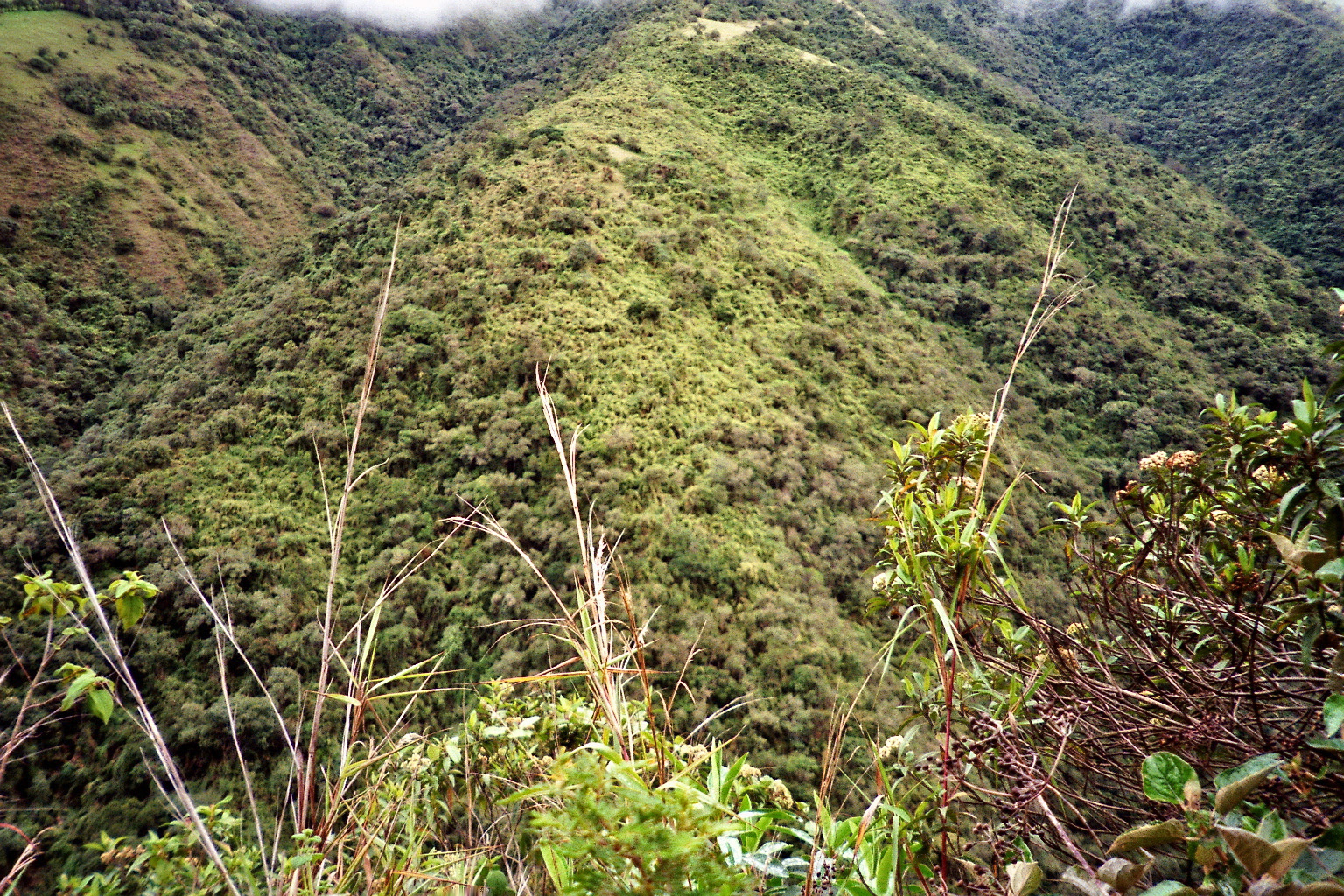
Berghang im Wolkenwald

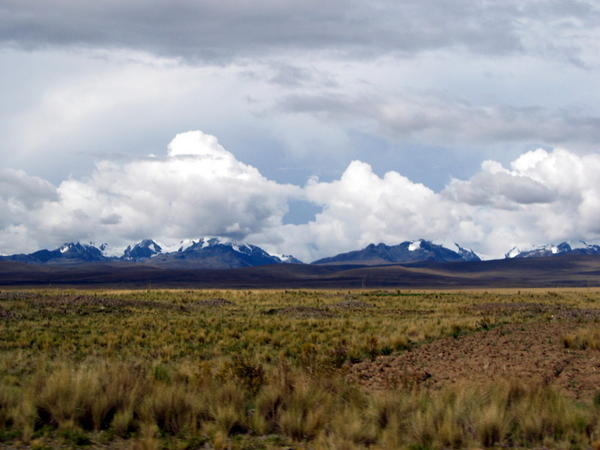
Altiplano

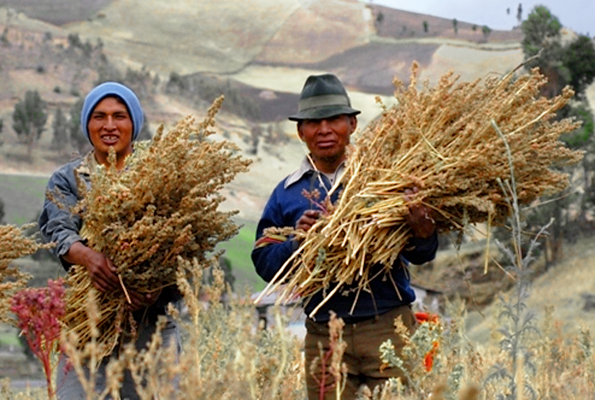
Traditionelle Quinoa-Ernte

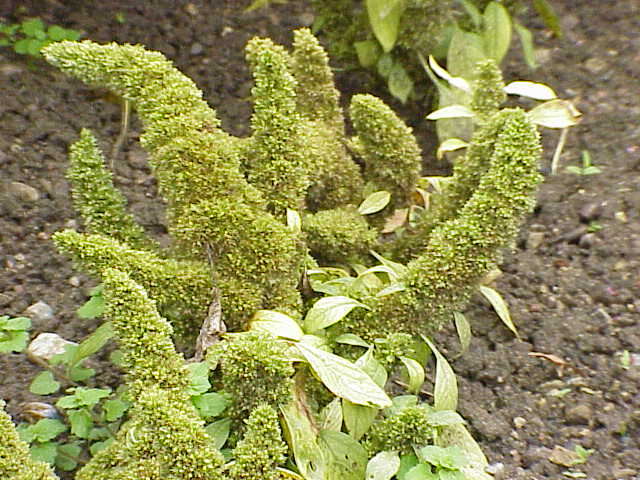
Amaranthus Pflanze

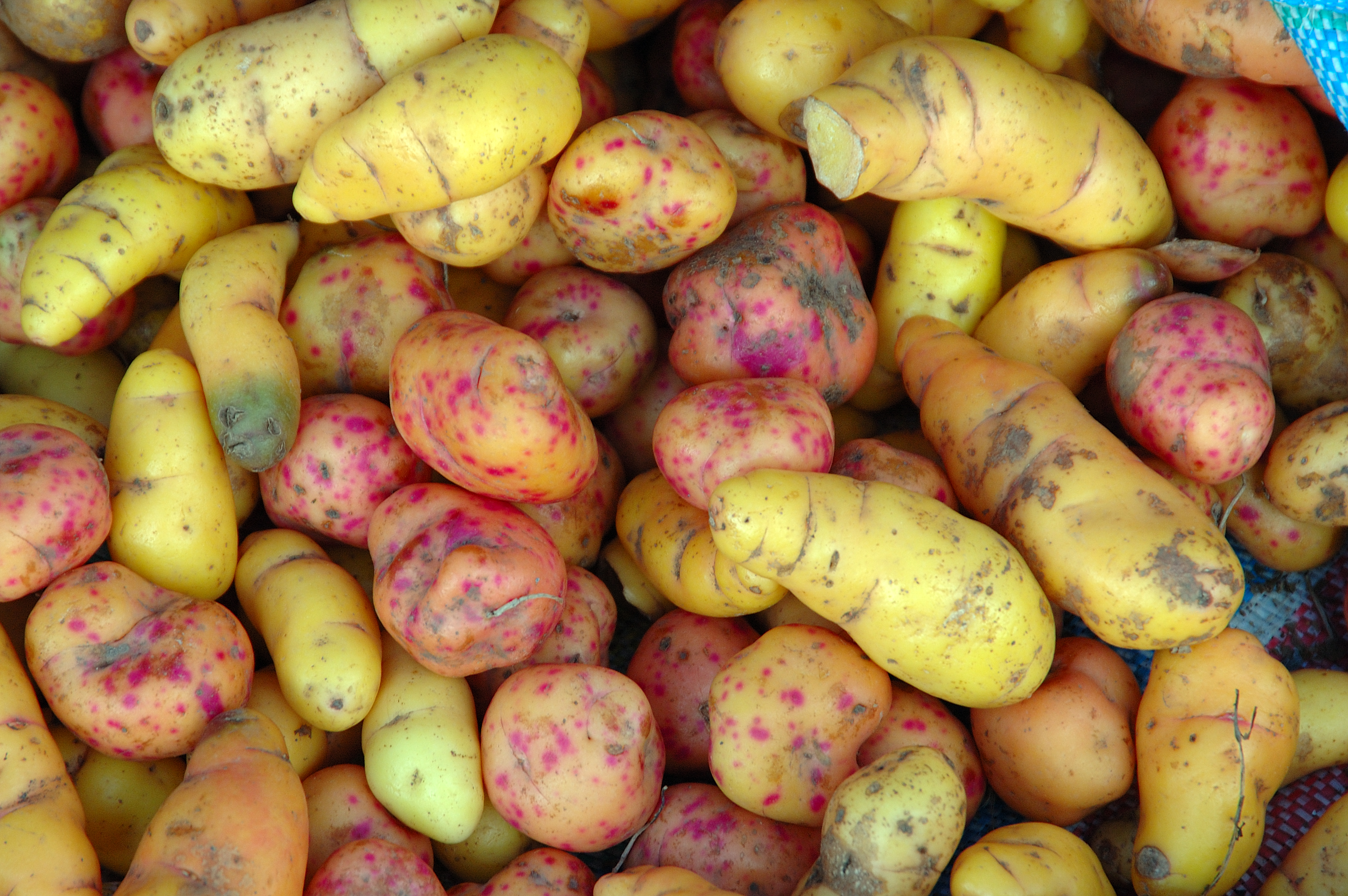
Oca-Knollen

In den Kordilleren von Kolumbien bis Peru bildeten sich als Folge eines starken Bevölkerungsanstiegs sesshafte Ackerbaukulturen mit einem breiten Spektrum von Anbaumöglichkeiten. Der geringere Infektionsdruck durch Pflanzenkrankheiten war mit einer der Gründe für das Ausweichen aus den wärmeren Talregionen. In den Höhenzonen wird die Temperatur zu einem limitierenden Faktor für das Pflanzenwachstum und die Topographie der Hanglagen begünstigt die Erosion. Die Vegetation besteht aus immerfeuchten Regenwald in der Küstenregion, der in montanen Regenwald übergeht, gefolgt von Wolkenwald und Nebelwald. Die Hochlandzone selbst gehört bei Abwesenheit von Passatregenfälle und pazifischen Niederschlägen zum ariden Klimabereich. In Ecuador findet sich im Küstentiefland bei ganzjährigen Niederschlägen eine voll mechanisierte Landwirtschaft meist im Großgrundbesitz und intensiv bewirtschaftete Bananenplantagen. Ab 800/1000 Metern Höhenlage treten Kaffeepflanzungen und Mischkulturen in Subsistenzlandwirtschaft an deren Stelle. Ab 1500 Metern sind keine Höchsterträge mehr zu erwarten und der Mineraldüngereinsatz wird bei den dort herrschenden marginalen Bewirtschaftungsformen weniger.
Von den spanischen Eroberern mitgebrachter Weizen und Gerste verdrängten die endemischen Nutzpflanzen der Inkas. Gerste hat sich vielerorts durchgesetzt, da dieses Getreide bis 3500 Metern Höhe angebaut werden kann, geringe Nährstoffansprüche hat und kältetolerant ist.

### Anbauprobleme auf tropischen Höhenlagen
- anthropogene Bodenerosion: durch Holzeinschlag im Primärwald, Brand und Weidenutzung (Bodenverletzung durch Huftritte) gehen die obersten Bodenschichten verloren und werden abgeschwemmt
- Entwaldung und Erdrutsche bei einer nachhaltigen Störung des Wasserhaushaltes
- Trennung von Wald und Weide: Beweidung wird auf wenig tragbare Höhenlagen ausgedehnt
- Weidenutzung und der einseitige Verbiss kann zu einer starken Verunkrautung der Bergweide führen, die schlimmstenfalls zum Ödland wird
- Kaltlufteinbruch: in vegetationsarmen Zonen können plötzlich auftretende Fröste die Kulturpflanzen in bestimmten Entwicklungsstadien schaden
- abnehmende Bodenfruchtbarkeit und weniger Bodenorganismen korreliert mit der Höhe (Ausnahme: Vulkanböden der Nebelwälder auf Java)

### Bewirtschaftungsformen in tropischen Höhenlagen
Seit einiger Zeit wird wieder Forschung an den endemischen, lokal gut angepassten Inkapflanzen wie Quinoa (Chenopodium quinoa), Tarwi/Anden-Lupine (Lupinus mutabilis) oder Oca (Oxalis tuberosa) betrieben. Der Boden für die beschriebenen Pflanzen wurde von den Inkas mit einfachen Hackgeräten bearbeitet, um der Erosion vorzubeugen. Mechanische Bearbeitung mit dem Wendepflug führt in der Regel zu einer starken Erosion und Oberbodenverlust. Infolge der Erosion sammeln sich die Nährstoffe in den Bergtälern, welche stärker ackerbaulich genutzt werden. Quinoa oder Inkaweizen ist für extreme Höhenstandorte zwischen 3000 und 4000 Meter Höhe angepasst und wird vielfältig genutzt, unter anderem als Eiweißpflanze. In diesen Lagen sind lediglich Kulturen mit Quinoa und kleinen Altiplano-Kartoffeln möglich.
Weitere Pflanzen sind Amaranto (Amaranthus caudatus), welcher ähnlich wie Getreide angebaut wird und als Korn oder Gemüse genutzt wird, Olluco (Ullucus tuberosus) ähnlich wie Kartoffeln, Añu oder Isaña (Tropaeolum tuberosum) mit Hektarerträgen von 20 bis 30 Tonnen und Maca (Lepidium meyenii), welche bis 4000 Meter Höhe vorkommt und zu einem stärkehaltigen Brei verarbeitet wird. Das CIP (Centro Internacional de la Papa) in Lima besitzt den Forschungsauftrag das genetische Potential der Kartoffeln und anderer stärkehaltiger andiner Knollenfrüchte zu erforschen und nachhaltige Bewirtschaftungsmethoden zu entwickeln.
In ariden Gebieten wird auch Sorghum in Gebirgslagen auf 800 bis 900 Metern Höhe angebaut, in Kolumbien wurden beispielsweise im Jahr 2009 180000 MT produziert. Zwischen 1000 und 1500 Metern (in Kolumbien die sogenannte Zona Cafetalera) herrschen mittlere Mischkulturen bei durchschnittlichen Betriebsgrößen von 2 bis 5 Hektar von Kaffee und Kochbananen vor, welche meistens in die natürliche Vegetation integriert sind. Die Kochbananen dienen dabei als Schattenspender für die jungen Kaffeepflanzen und werden sukzessiv entfernt, je stärker sich die Kaffeesträucher entwickeln.
Ab 3000 Metern findet sich dann zumeist nur noch Buschvegetation.
Primär erfolgte die Besiedlung an Quellen im Hochland mit teilweise Terrassenanbau von Bohnen und Mais, später auch Gerste. Um das Überschusswasser zu kontrollieren, wurde nach Kontur gepflügt bzw. Steinwälle errichtet. Rinderdung als organischer Dünger ersetzt teuren Mineraldünger. Knollenfrüchte wie Oca und Kartoffeln werden häufig noch auf dem Feld gefriergetrocknet. Mischkulturen sollen das Risiko eines Gesamtausfalls mindern. In der Nähe großer Städte wird intensiver mit höherem Input auf Höchsterträge (Mais 7–10 t/ha) produziert, um die wachsende Stadtbevölkerung zu versorgen. Folienabdeckung als Frostschutz ist wegen der hohen Kosten in Entwicklungsländern nicht praktikabel. In kargen Trockensavannen wird Gerste in weiten Abständen gesät, hier können nur Erträge bis 0,6 t/ha erreicht werden. Quinoa wird mittlerweile auch als vollautomatisierbare Dreschfrucht auf großflächigen Feldern angebaut, was die Erosion weiter fördert. Das hygroskopisch wirkende Kalziumoxalat verhindert bei Quinoa eine übermäßige Transpiration und hilft der Pflanze Trockenphasen zu überstehen.
Quinoa wird häufig zur Streckung dem Weißbrotmehl zugefügt. Die andine Urbevölkerung ernährt sich noch sehr stark vom Quinoa.

## Landnutzung in den semiariden Tropen (SAT)

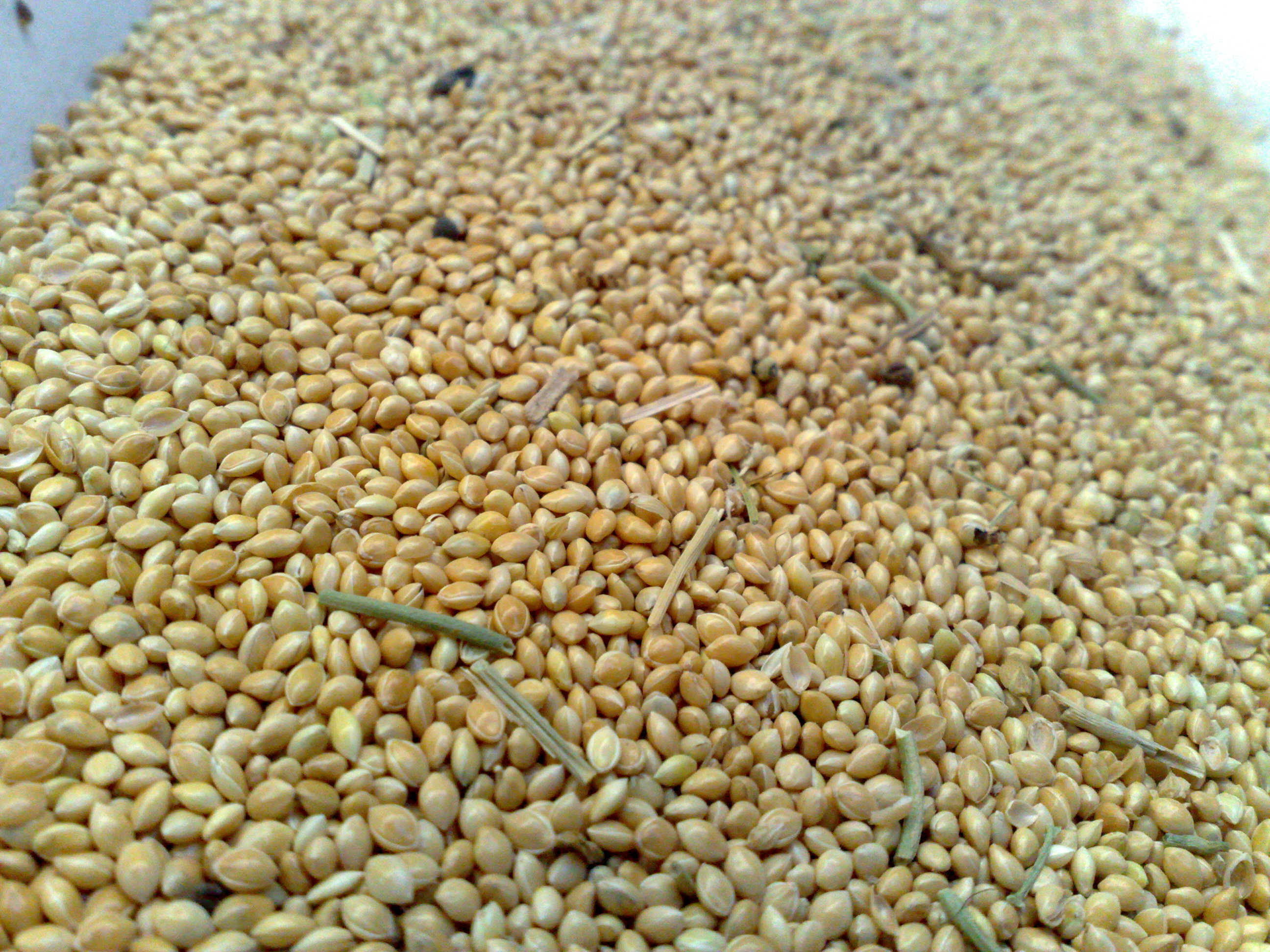
Hirsekörner

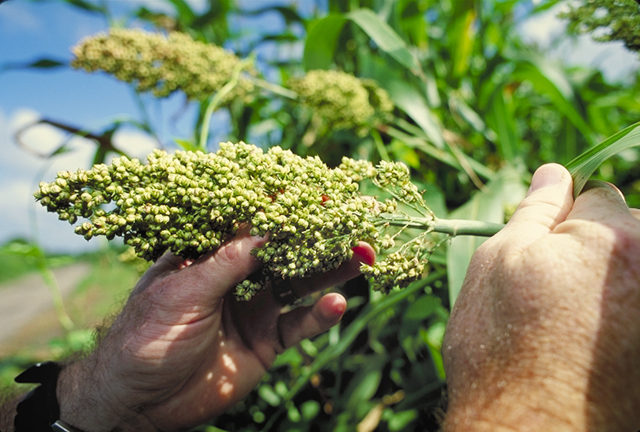
Sorghum

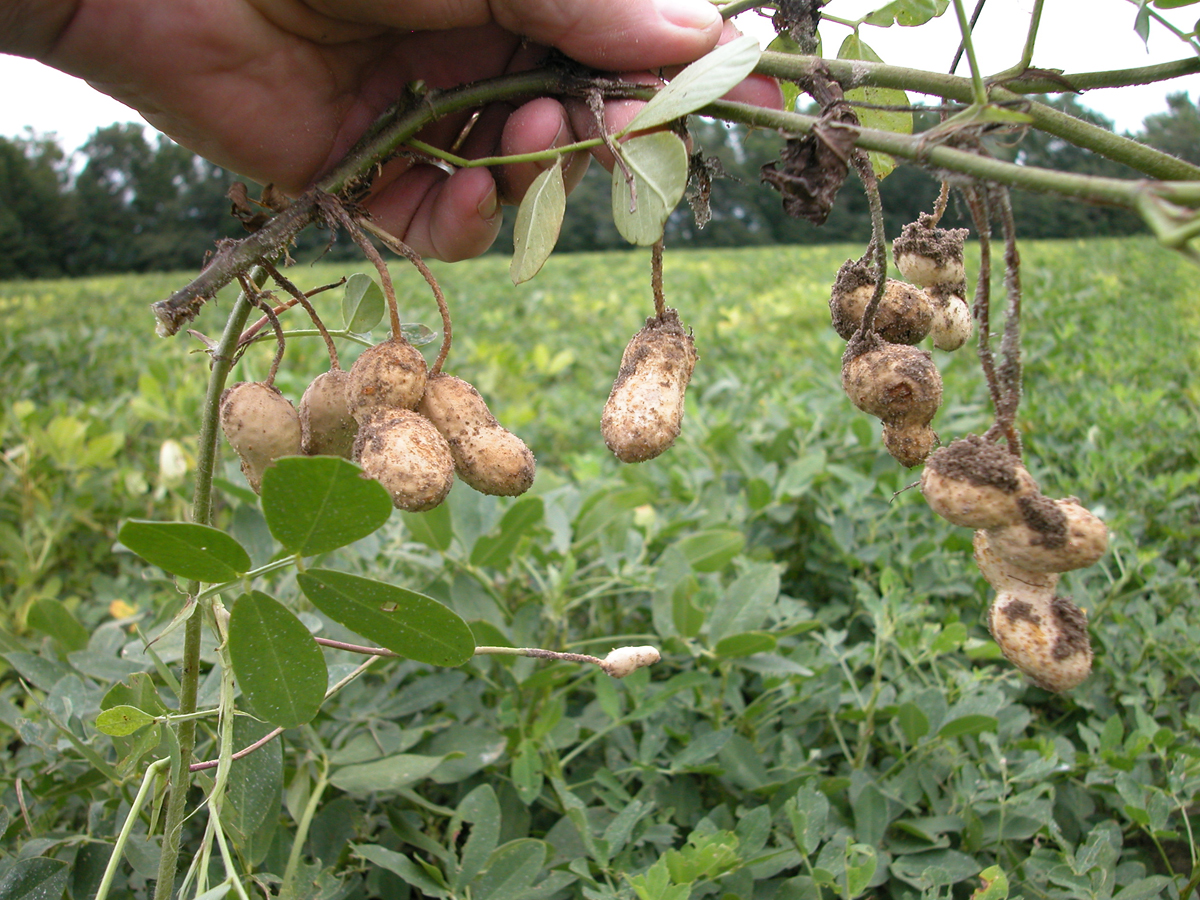
Erdnuss

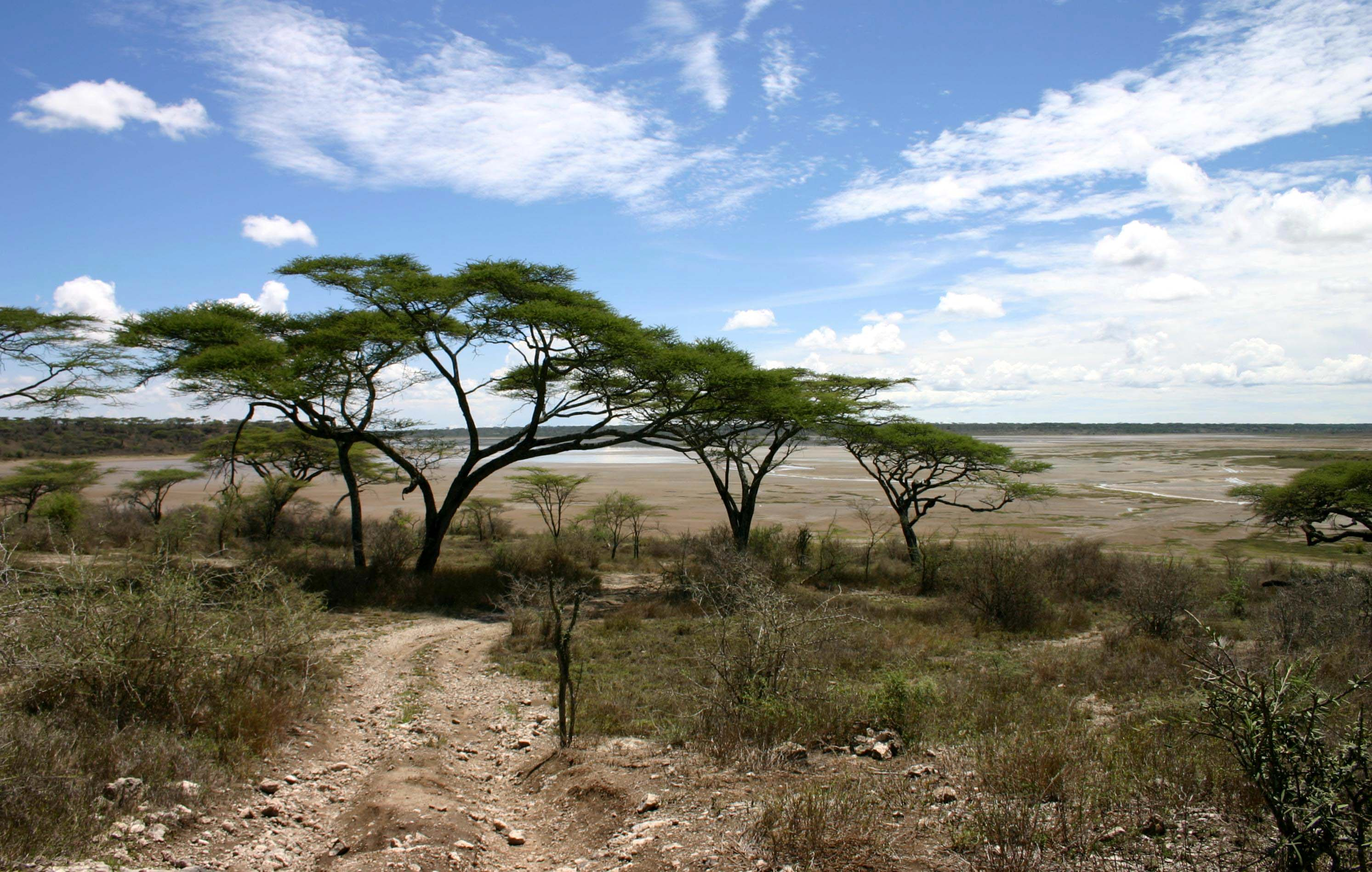
Typische afrikanische Akazie

Als semiaride Gebieten werden Klimazonen mit 2 bis 5 Niederschlagsmonaten und einer jährlichen Regenmenge von 100 bis 1000 mm bezeichnet.
In den semiariden Tropen steht die optimale Wassernutzung im Vordergrund der Landwirtschaft. Je nach Intensität wird Regenfeldbau oder künstliche Bewässerung betrieben. Bewässerung kann bis zu 3 Ernten pro Jahr möglich machen. 1993 standen weltweit 250 Millionen Hektar unter Bewässerung, durch Überwässerung oft nicht ressourcenschonend genutzt. Jährlich gehen bis zu 1,6 Mio. Hektar durch Bewässerungsfehler und Versalzung irreversibel verloren. Durch Intensivierung der landwirtschaftlichen Produktion war dies verstärkt in Indien und Pakistan der Fall.
In der Sahelzone Westafrikas mit Jahresniederschlägen von weniger als 500 mm haben sich verschiedene ressourcenschonende Bewirtschaftungsarten herausgebildet. Grundnahrungsmittel wie Hirse, Mais und Erdnüsse werden zum Beispiel häufig unter Schattenbäumen wie Karitébaum/Sheabutterbaum (Vitellaria paradoxa oder Butyrospermum parkii) angebaut. Die Bäume dienen als Brennholz und liefern stark fetthaltige Samen. Weitere Pflanzengesellschaften gibt es mit Néré (Parkia biglobosa), Tamarinde (Tamarindus india) und Äthiopische Palmyrapalmen (Borassus aethiopum). Weiterhin erfüllen die Bäume eine wichtige Funktion als Schutz vor Winderosion.
Akazien herrschen dort vor, wo nur noch marginaler Trockenfeldbau betrieben werden kann.

### Versalzung von Böden
- Böden im Einflussbereich von Salzseen
- Böden mit Kapillaraufstieg von salzhaltigem Grundwasser
- Böden mit Versalzung durch Hang- oder Oberflächenwasser

Zur künstlichen anthropogenen Versalzung kommt es durch schwere Fehler im Bewässerungsmanagement. Somit ist die Gefahr der Alkalisierung gegeben, welche durch den SAR-Wert (Sodium Adsorption Ratio) ausgedrückt wird.
Wo bewässert wird, muss eine geeignete Drainierung erfolgen, um die Versalzung des Oberbodens zu vermeiden.
Seit 1977 wird der Begriff Desertifikation benutzt, welcher den Produktionsrückgang eines Trockengebietes durch menschliche Eingriffe wie falsche Landnutzung, Überweidung, Bodenerosion etc. beschreibt.

### Regenfeldbau
Im Regenfeldbau muss der begrenzende Faktor Wasser durch eine Reihe von Maßnahmen gesichert werden. Ein permanentes Bedecken des Oberbodens mit Gründüngungspflanzen oder Mulch erhöht die Infiltrationsrate des Regens und hält den Niederschlag länger im Boden. Eine weitere Maßnahme ist der Erhalt der Humusschicht durch organische Düngung. Die Bodenbearbeitung muss möglichst schonend erfolgen, um die Evapotranspiration von Boden und Pflanzen so gering wie möglich zu halten. Die Aussaat der Hauptkultur sollte zu Beginn der Regenzeit erfolgen.